# デジモン一覧 (ま-わ)
デジモン一覧（デジモンいちらん）では、架空の生命体・デジタルモンスター（通称：デジモン）のうち、ま行からわ行に属するものについて解説する。

## ま

### マグナガルルモン
- 英名:MagnaGarurumon / 世代:ハイブリッド体（究極体相当） / タイプ(種族):サイボーグ型 / 属性:ヴァリアブル
- 必殺技:マシンガンデストロイ、スターライトベロシティ / 得意技:

『ディースキャナ』で初登場。
ベオウルフモンが闇・雷・鋼・水のスピリットと融合した光の超越形態。多種多様な兵器で武装されており、右腕には「スナイパーファントム」、左手には「ストライクファントム」という二つの火器を所持する。
通常の状態でかなりの機動力を誇っているが、武装を解除することで接近戦にも対応が可能である。
アニメ『デジモンフロンティア』では源輝二が進化したデジモンとして登場。声は神谷浩史。

### マグナキッドモン
- 英名:MagnaKidmon / 世代:究極体 / タイプ(種族):竜人型 / 属性:ウィルス
- 必殺技:バインドレッドトリッガー、ハッピーバレットシャワリング、ケイオストライアングラー / 得意技:

真紅の鎧と帽子を装備し、拳銃となった両足や銃口が仕込まれた指先など全身に銃器の機巧を搭載した竜人型デジモン。仲間を求めて各地を流浪するデジモンだが、その先々で厄介事に巻き込まれたり、あるいは騒動を引き起こしたりするトラブルメイカーである。
すぐ周りのことが見えなくなる自己中心的な性格ながら義侠心に厚く、特にリボルモンを同族と勘違いしてるため旅先で出会った彼を友達としている。
戦いにおいては一対一での一騎打ちを好んでいるが、いざ戦いが始まると所構わず銃弾を乱射する重度のトリガーハッピーでもある。

### マクラモン
- 英名:Makuramon / 世代:完全体 / タイプ(種族):聖獣型 / 属性:データ
- 必殺技:ラウラヴァ / 得意技:宝玉（パオユー）

バイフーモンに仕える十二神将で申にあたる。無表情で言葉を喋らず、感情は全て体の動きで表現する平和主義者とされている。気に入った者は全てコレクションする。
アニメ『デジモンテイマーズ』に登場。

### マジラモン
- 英名:Majiramon / 世代:完全体 / タイプ(種族):聖竜型 / 属性:データ
- 必殺技:ヴェーダカ / 得意技:宝矢（パオスー）

チンロンモンに仕える十二神将で辰にあたる。聖獣でありながらお金にはうるさい性格で、自分の利益にならないことは一切しない。
必殺技のヴェータカで使用する108本の矢は、換算するとおよそ5000元の価値があるらしい。

### マスターティラノモン
- 英名:MasterTyrannomon / 世代:完全体 / タイプ(種族):恐竜型 / 属性:ワクチン
- 必殺技:マスターファイア / 得意技:マスタークロー

厳しい修行を耐え抜いたティラノモンが進化した恐竜型デジモン。
ゲーム『デジモンワールド』シリーズではティラノ師匠として登場した。

### マスターブイドラモン
- 英名:MasterVeedramon / 世代:成熟期 / タイプ(種族):幻竜型 / 属性:ワクチン
- 必殺技:ブイブレスアロー / 得意技:

ブイドラモンが真の力に目覚めた姿。見た目にそれほど変化は見られないが、その力は通常のブイドラモンを凌駕する。

### マスティモン
- 英名:Mastemon / 世代:究極体 / タイプ(種族):天使型 / 属性:ワクチン
- 必殺技:カオスディグレイド / 得意技:ダークディスパイア、ホーリーディザイア

デジタルワールドに未曾有の危機が到来した時、本来相容れないエンジェウーモンとレディーデビモンが手を取り合いジョグレス進化した姿。背中に10枚の翼を持っており、体の右側が天使族、左側が堕天使族となった女性の姿をしている。
時空をつなげるゲートを開く力を持っており、別のデジタルワールドから呼び寄せた天使族・堕天使族の勢力を統治し窮地に立ち向かう。
「異世界の軍師」の異名を持ち、普段は敵対する両種族をまとめるだけの資質を持つ。
相反する2体のジョグレス進化でありながら一本気な心の持ち主。

### マタドゥルモン
- 英名:Matadormon / 世代:完全体 / タイプ(種族):アンデッド型 / 属性:ウィルス
- 必殺技:サウザンドアロー、蝶絶喇叭蹴（ちょうぜつらっぱしゅう） / 得意技:武舞独繰（ブルドック）

『デジモンアクセル』で初登場。
吸血鬼と闘牛士の力を持つアンデッド型デジモン。「武舞独繰（ブルドック）」と呼ばれる独自の格闘技を使う。ヒラヒラと舞い、敵が油断したところをレイピアで突き刺して仕留める。吸血鬼型なので、生きるためにはデジモンの血（データ）が必要となる。
アニメ『デジモンクロスウォーズ』で登場。声は平田広明（日本語版）、マシュー・マーサー（英語版）。当初はバグラ軍三元士のタクティモンの配下デジモンでスイーツゾーンの支配者として主人公である工藤タイキたちと敵対し倒されたが、後に復活した。
ゲーム『デジモンストーリー サイバースルゥース ハッカーズメモリー』で登場。声は千葉繁（メインストーリー）、増谷康紀（汎用ボイス）。
アニメ『デジモンゴーストゲーム』では第25話で登場。声は堀秀行。

### マッシュモン
- 英名:Mushroomon / 世代:成長期 / タイプ(種族):植物型 / 属性:ウィルス
- 必殺技:ポイズン・ス・マッシュ / 得意技:ラフ・ス・マッシュ、破壊のキノコ爆弾

『デジモンペンデュラム4』で初登場。
キノコの姿をした植物型デジモン。体のあちこちにつけたキノコ爆弾で記憶を失わせたり痺れさせたりする。実はとても恥ずかしがり屋な性格ともされている。
アニメ『デジモンアドベンチャー』と『デジモンフロンティア』では悪役として登場しており、後者では3兄弟で登場した。

### マッドレオモン
- 英名:MadLeomon / 世代:成熟期（クロスウォーズ） / タイプ(種族):アンデッド型 / 属性:ウィルス
- 必殺技:獣王堕拳 / 得意技:腐毒爪

アニメ『デジモンクロスウォーズ』で初登場。
元々は獅子型のデジモンだったが改造を重ねた結果、狂戦士となったアンデッド型デジモン。既に意識と知性は失われ、命ぜられるままに目の前に立つ者を倒す操り人形と化しており、たとえ罠や仕掛けがあろうとお構いなしに突撃してくるようになった。
アニメ『デジモンクロスウォーズ』で登場。声は飛田展男（日本語版）、ヴィック・ミニョーニャ（英語版）。

#### マッドレオモン：アームドモード
- 英名:MadLeomon Armed Mode / 世代:成熟期（クロスウォーズ） / タイプ(種族):アンデッド型 / 属性:ウィルス
- 必殺技:The Lion SleepsTonight（ライオンは今夜眠っている） / 得意技:Lion Heart（ライオンハート）

アニメ『デジモンクロスウォーズ』で初登場。
マッドレオモンがさらなる強化改造を受けて誕生した『凶器乱舞形態』で、片腕が巨大なチェーンソーアームになっている。度重なる改造の後遺症で常に全身を激しい痛みが襲っており、そのため以前よりもさらに凶暴化していて目に映るもの全てを敵と認識し攻撃してくる。

### マッハガオガモン
- 英名:MachGaogamon / 世代:完全体 / タイプ(種族):サイボーグ型 / 属性:データ
- 必殺技:ガオガトルネード、ウィニングナックル / 得意技:ハウリングキャノン

ガオガモンが進化したサイボーグ型デジモン。背中にロケットエンジンを装備し、その推進力を生かしたヒット&アウェイ戦法を得意とする。
アニメ『デジモンセイバーズ』ではトーマ・H・ノルシュタインのパートナーデジモンであるガオモンの完全体として登場。声は中井和哉。

### マッハモン
- 英名:Machmon / 世代:成熟期 / タイプ(種族):サイボーグ型 / 属性:ワクチン
- 必殺技:フルスロットルエッジ、マッドネスファイア / 得意技:

前輪の先に複数の鋭利なブレードを付けた二輪バイクのような姿を持つ常に速さを追い求めているサイボーグ型デジモン。胴体にシートはなく、基本的に誰を乗せることもないが、いつか自分を乗りこなすことのできる運命のデジモンに出会えると思っている。
生粋の暴走族であり、自分以外に高速で移動する者の全てを敵視している。
2020年10月19日にデジモンウェブのデジモン図鑑に追加され、詳細設定が判明した。
アニメ『デジモンアドベンチャー:』で登場。声は檜山修之。

### マッハレオモン
- 英名:MachLeomon / 世代: / タイプ(種族): / 属性:
- 必殺技:ソニック・スラスト / 得意技:

漫画『デジモンクロスウォーズ』第1話から第2話に登場。
アニメ『デジモンクロスウォーズ』で登場したマッドレオモンの亜種。両手に武器を持ち俊敏な攻撃をしてくる。

#### マッシュアップド マッハレオモン
- 英名:Mush-Upped MachLeomon / 世代: / タイプ(種族): / 属性:
- 必殺技:スカッドミサイモンフルファイア / 得意技:

漫画『デジモンクロスウォーズ』第2話に登場。
マッハレオモンが奈落（アビス）のトリュフの力を手に入れ、ドリモゲモンたちを吸収合体した姿。

### マミーモン
- 英名:Mummymon / 世代:完全体 / タイプ(種族):アンデッド型 / 属性:ウィルス
- 必殺技:ネクロフォビア / 得意技:スネークバンデージ

体中に包帯を巻き付け、ギプスをつけたアンデッド型デジモン。無口な性格だが、戦闘時には松葉杖型の銃「オベリスク」を乱射する。他にも、デジモンの死霊を呼び出して攻撃するため「ネクロマンサー」の異名を持つ。
アニメ『デジモンアドベンチャー02』ではアルケニモンと共に及川悠紀夫の部下として登場。声は森川智之（日本語版）、カーク・ソーントン（英語版）。公式設定とは違い、よく喋る性格となっている。アルケニモンに好意を抱き片思いしていたが、余計な言動ばかりのせいか最後まで実らなかった。また、人間態は青い服に杖を持った男性の姿をしているが、元々備わっていた能力では無いせいか、アルケニモンの人間態と違い（隻眼はそのままのため、片目側は瞼すら無いなど）、あまり人間らしい姿はしていない。
アニメ『デジモンテイマーズ』では第6話にて他のデジモンと混じって牧野留姫を自分のテイマーにしようとし、デジモンクィーンに異名を取る彼女の前に現れたデジモンの群れとして『アドベンチャー02』で見せた人間態の姿のシルエットとして登場（左側のビジョンにおり、他にはハヌモン、ツブモン、バクモン、ファントモンが映っていた。そのうち、バクモンは『アドベンチャー02』で共演した）。この作品では本来のデジモンとしての姿は見せていない。
アニメ『デジモンフロンティア』では第11話にて占い師の村の住民として、第17話にてアキバマーケットの客として『アドベンチャー02』で見せた人間態の姿で同作にて共演したアルケニモン（人間態の姿）と共に登場（後ろ姿のみ）。この作品でも『テイマーズ』と同様に本来のデジモンとしての姿は見せていないが、こちらでは悪意が無い。
アニメ『DIGITAL MONSTER X-evolution』ではレジスタンス組織の一員として登場。声は『アドベンチャー02』と同じく森川智之だが、こちらとは違い善良なデジモンとして描かれている。
漫画『デジモンネクスト』では第12話と第13話にてバルバモン軍団が率いる削除部隊（コマンドメンツ）の一員として登場。外見はアニメ『アドベンチャー02』で見せた人間態の姿になっている（デジモンの姿の上に服や帽子を着込んでいるだけで、第13話では上着を一度脱いで肩に羽織っただけの姿となる）が、こちらとは違いコミカルな性格は見せず、残酷非道な性格になっている。ただし、本作品では最初からオベリスクを所持していた。なお、紹介時に属性が「ウィルス種」ではなく「ウイルス種」と表記された。また、それ以前にも第1話でモブキャラクターとして人間態が登場している。
漫画『デジモンクロスウォーズ』では第9話にてトワイライトの一員である伝令係として2体が登場。
アニメ『デジモンゴーストゲーム』では第2話、第23話、第33話で登場（第24話では名前のみの登場）。声は菅生隆之。本作品では腰の装備がメス風の刃物と判明している。当初は敵だったが、後に改心し主人公である宙たちの協力者になる。また第33話では一部だがネクロマンサー設定に触れている。
アニメ『アドベンチャー02』と漫画『ネクスト』では、最後は倒されている。
得意技
スネークバンデージ
アニメ『デジモンアドベンチャー02』では多用している。
必殺技
ネクロフォビア
設定のみで、登場作品内では未使用。

### マメティラモン
- 英名:MameTyramon / 世代:完全体 / タイプ(種族):突然変異型 / 属性:データ
- 必殺技:マメバイト1000 / 得意技:

マメモンタイプのデジモンにティラノモンのデータが凝縮されて組み合わさった突然変異型デジモン。小さいながら非常に凶暴で小さな暴君と呼ばれる。

### マリンエンジェモン
- 英名:MarineAngemon / 世代:究極体 / タイプ(種族):妖精型 / 属性:ワクチン
- 必殺技:オーシャンラブ / 得意技:ファニースマイル

『デジモンペンデュラム2』で初登場。
名前にエンジェモンと付いているが種族的には無関係である。究極体でありながら大きさは幼年期とたいして変わらないため非常に見つけ難いデジモンとされている。首にあたる部分にホーリーリングを装備している。
アニメ『デジモンテイマーズ』では北川健太のパートナーデジモンとして登場しているが、人語は話せない。可愛い外見によらず究極体だけあって力は強く、アニメ本編では主に回復と防御面で活躍した。声は岩村愛。
アニメ『デジモンアドベンチャー:』では第34話で登場。声はゆかな。

### マリンキメラモン
- 英名:Marinechimairamon / 世代:完全体 / タイプ(種族):合成型 / 属性:ワクチン
- 必殺技:ポセイドンボルテックス、アクア・バイパー / 得意技:

キメラモンと同じように複数のデジモンを合成して作られたと思しき正体不明のデジモン。その特徴からシーラモン、イッカクモン、ルカモン、エビドラモン、ハンギョモン、ゲソモン、オクタモン、シードラモンといった海棲デジモンが素材と見られる。
非常に高い破壊衝動を秘め、嵐のようにどこかの海に現れてはその海域の生態系を破壊し尽くし、その後どこかへと去っていく。
2020年6月15日にデジモンウェブのデジモン図鑑に追加され、詳細設定が判明した。

### マリンデビモン
- 英名:MarineDevimon / 世代:完全体 / タイプ(種族):水棲獣人型 / 属性:ウィルス
- 必殺技:ギルティブラック / 得意技:

『デジモンペンデュラム2』で初登場。
深海に棲むデビモンの近縁種でデビモン以上の冷酷さを持っている。勝つためなら手段を選ばない冷酷な性格の持ち主だが、それは深海で孤独な生活を送っていたため憎しみの感情しか持たなかったためらしい。
イカのように多数の触手を持っており、とりわけ背中から生えた大きい二本の触手には独自の意志があり、時折獲物を奪い合うこともある。
漫画『デジモンアドベンチャー Vテイマー01』で登場。蒼海のタグを護っていた。
アニメ『デジモンアドベンチャー02』ではデーモンの一味として登場するが、シャッコウモンに敗れた。
アニメ『デジモンクロスウォーズ～悪のデスジェネラルと七つの王国～』では元デスジェネラルの一人であったオレーグモン率いる金賊団の一員として複数体が登場。
アニメ『デジモンアドベンチャー:』では第35話で登場。
これまでに登場したアニメシリーズでは知性が低いため言葉は話せていない。

### マルスモン
- 英名:Marsmon / 世代:究極体 / タイプ(種族):神人型 / 属性:ワクチン
- 必殺技:無限波動、コロナサンクションズ / 得意技:

オリンポス十二神族の一人で格闘を得意とする神人型デジモン。ギリシア神話のアレスおよびローマ神話のマルスがモデル。
あらゆる格闘技をマスターしているが、勝利と栄光のためにはトリアナックルやメタルコルトノスといった隠し武器や反則技などの行使も辞さない性格とされている。
ゲーム『デジモンワールド3』ではベアモンの究極体として登場。
アニメ『デジモンクロスウォーズ～悪のデスジェネラルと七つの王国～』では元デスジェネラルの一人であったアポロモンの配下デジモンとして登場。声は竹本英史（日本語版）。

### マンタレイモン
- 英名:Mantaraymon / 世代:アーマー体・成熟期 / タイプ(種族):水棲型 / 属性:フリー・ワクチン
- 必殺技:パラライズテイル / 得意技:トルピード・レイ

『D-3』で初登場。
パタモンが誠実のデジメンタルで進化したアーマー体。マンタレイをモデルにした水棲型デジモン。普段から深海に潜んでおり、しかもその体は探査レーダーに映り難いため「深海のステルス」との異名を持つ。

#### マンタレイモン（X抗体）
- 英名:Mantaraymon X / 世代:成熟期 / タイプ(種族):水棲型 / 属性:ワクチン
- 必殺技:パラライズテイル、パラライズ・ボム / 得意技:トルピード・レイ

X抗体を得てX-進化したマンタレイモン。体全体が鋭角的かつ平面なものへと変化、他にも敵の嗅覚を撹乱する排気や静粛性の優れた動きなどよりステルス性を意識した体と能力を持っている。
完全に姿を消せるわけではないため、自身は視力を発達させて敵に見つかる前に相手を発見、即座に回避行動できるようにもなっている。

### マンティコアモン
- 英名:Manticoremon / 世代:完全体 / タイプ(種族):魔獣型 / 属性:ウィルス
- 必殺技:トリニティゴスペル、アシッドインジェクション / 得意技:

両腕にも口の備えた魔獣型デジモン。ウィルス種のデジモンだが、同じウィルス種デジモンのコアが餌としており、知能も理性もなくただ他者を食らうことだけを存在理由としている危険なデジモン。その同種喰いの性質に目をつけた天使型デジモンによって使役されることとなったが、戦闘中にみせる凶暴性は時に主である天使ですら手を焼くという。
2020年10月27日にデジモンウェブのデジモン図鑑に追加され、詳細設定が判明した。
アニメ『デジモンゴーストゲーム』では第35話で登場。声は同作で数々のデジモンを担当した高塚正也。

### マンボモン
- 英名:Manbomon / 世代:アーマー体 / タイプ(種族):突然変異型 / 属性:フリー
- 必殺技:バルーンマイン / 得意技:

『D-3』で初登場。
パタモンが光のデジメンタルによって進化したアーマー体。マンボウをモデルにした突然変異型デジモン。体内にコンピュータウイルスを中和する成分を持つ貴重なデジモン。体の模様は個体ごとに微妙に違うとされている。普段は潮に任せて移動している。
アニメ『デジモンアドベンチャー:』に登場。声は高塚正也。

### マンモン
- 英名:Mammothmon / 世代:完全体 / タイプ(種族):古代獣型 / 属性:ワクチン
- 必殺技:ツンドラブレス、タスクストライクス / 得意技:

『デジタルモンスターVer.S 〜デジモンテイマーズ〜』で初登場。
温暖化によって解凍されたマンモスのような古代獣型デジモン。仮面のようなものをかぶっているが、実はこの仮面の紋章により千里眼の能力を持つとされている。聴覚も非常に高い。
ワクチン種だが、アニメシリーズでは知性は無く敵役として登場が多い。

#### マンモン（X抗体）
- 英名:Mammothmon X / 世代:完全体 / タイプ(種族):古代獣型 / 属性:ワクチン
- 必殺技:ツンドラブレス、タスクストライクス、ジオメトリックフリーザー / 得意技:

マンモンがX抗体を得てX-進化を遂げた姿。これまで圧縮データからの復元では不完全な状態での再生しかできなかったが、X抗体の自己修復能力によりさらに完全に近い形での復活に成功しており、その仮面は頭部だけでなく背中や腹など身体全体を覆う装甲の一部だったことが判明した。
敵であるウィルス種の探知能力はさらに高まり、その標的を見つけると本能的に追跡を開始し、鼻からウィルス種のみを凍結させる冷気の結界を発生させる。

### マーメイモン
- 英名:Mermaimon / 世代:完全体 / タイプ(種族):水棲獣人型 / 属性:データ
- 必殺技:ノーザンクロスボンバー、チャームプランダー / 得意技:

伝説に登場する人魚の姿をした水棲獣人型デジモンで、デジタルワールドでも寒冷地域の海を拠点としている。デジモンには珍しく、歌が得意で非常に綺麗な音色で歌い、聞くものを魅了するが、盗賊のような性質も持っており、時に略奪行為を繰り返す。物欲が強くて宝物には目が無いため、他のデジモンが所有しているデータ（宝物）でも魅力を感じると歌で魅了し、その隙に略奪する。そのため、ネットの海のどこかに莫大なデータを隠していると噂されているが、略奪したデータは自分の所有になった途端に魅力を感じなくなり捨てている。
アニメ『デジモンクロスウォーズ～悪のデスジェネラルと七つの王国～』では元デスジェネラルの一人であったオレーグモン率いる金賊団の一員として登場。声は塩山由佳（日本語版）、ローラ・ベイリー（英語版）。

## み

### ミケモン
- 英名:Mikemon / 世代:成熟期 / タイプ(種族):獣型 / 属性:データ
- 必殺技:ネコクロー / 得意技:肉球パンチ

三毛猫のような柄のテイルモンの亜種だが、聖獣ではないためホーリーリングは所持していない。
成長期段階で眠っていたニャロモンのデータが成熟期になって目覚めた結果だといわれ、普段はおとなしいが戦闘時には素早い動きで相手を翻弄する。
アニメ『デジモンクロスウォーズ～悪のデスジェネラルと七つの王国～』では第15話（通算第45話）と第19話（通算第49話）でブライトランドの住民として登場。

### ミサイモン
- 英名:Missimon / 世代:幼年期 / タイプ(種族):マシーン型 / 属性:
- 必殺技:ミサイルクラッシュ / 得意技:

『デジモンアクセル』で初登場。
ミサイルの形状をしたマシーン型デジモン。止まってしまうと落ちてしまうため常に飛び回って進化の時を待つ。

### ミスティモン
- 英名:Mistymon / 世代:完全体 / タイプ(種族):魔法戦士型 / 属性:ウィルス
- 必殺技:コアダート、ブラストファイア / 得意技:

別次元のデジタルワールド「ウィッチェルニー」から来た者と思われる魔法戦士型デジモン。騎士道と魔法道に精通し、高度なプログラム言語に基づく数多くの魔術を使いこなすと同時に優れた剣術のスキルを持ち合わせており、剣に魔法の力を重ねあわせて攻撃することもできる。

### ミタマモン
- 英名:Mitamamon / 世代:究極体 / タイプ(種族):神獣型 / 属性:ワクチン
- 必殺技:轟炎輪、灰迅雷瞳、響香水月 / 得意技:

ゲーム『デジモンリアライズ』で初登場。
生前に善行を積んだデジモンの魂を天に送ると言われる細身の獣のような姿のデジモン。その姿は仮初のものに過ぎず、正体は火、水、風、土といった元素エネルギーの集合体であり、デジコア以外の実体が存在しない。
このため通常のデジモンには姿は視認できても触れることは叶わず、接触できるのはミタマモン自身が認めた者か死の間際にいるデジモンのみである。
しかし、このミタマモンのデジコアの位置を見抜いたデジモンならば物理的な干渉ができるため、稀にであるがそういったデジモンに襲われることもある。
自身は争いを好まない心穏やかな性格であり、他者に戦いを挑まれても無視することが多いが、その逆鱗に触れた際には相手に容赦なく鉄槌を下す。
2021年2月3日にデジモンウェブのデジモン図鑑に追加され、詳細設定が判明した。
ゲーム『デジモンリアライズ』では小日向真由（声 - 田中美海）のパートナーデジモンであるクダモン（声 - 伊瀬茉莉也）の究極体として登場。シーズン2から進化することが可能となった。

### ミニデカチモン
- 英名:Minidekachimon / 世代:成熟期 / タイプ(種族):恐竜型 / 属性:データ
- 必殺技:コッチョン、ミニデカフレイム / 得意技:

マスコットの恐竜のような姿をしたデジモンで、幼年期と見間違えるほど小さいが、これでも既に成長期に達している。
アタマデカチモンとは一応の共生関係にあり、普段はそのアタマデカチモンの口内に隠れて守られている。
戦闘は不得意であるが態度は大きく、不遜な態度で威張り散らしたり、小さな体で相手の懐に入って擽ったりとそれで他者を怒らせることも多いが、自身はアタマデカチモンに守られていることに安心しきっており、どんな喧噪が起こっても気にしない。
2021年5月10日にデジモンウェブのデジモン図鑑に追加され、詳細設定が判明した。

### ミネルヴァモン
- 英名:Minervamon / 世代:究極体 / タイプ(種族):神人型 / 属性:ウィルス
- 必殺技:ストライクロール、マッドネスメリーゴーランド / 得意技:ドミニオンブレード、オリンピアスラッシュ

ゲーム『デジモンセイバーズ アナザーミッション』で初登場。
オリンポス十二神族の一体で大蛇の皮を纏った少女のような姿をした神人型デジモン。その姿から“蛇姫”とも呼ばれ、自身の身長ほどもある大剣「オリンピア」を軽々と振り回すほどの怪力を誇る。天真爛漫だがかなりワガママな性格でもある。
2007年10月12日にデジモンウェブのデジモン図鑑に追加され、詳細設定が判明した。

#### ミネルヴァモン（X抗体）
- 英名:Minervamon X / 世代:究極体 / タイプ(種族):神人型 / 属性:ウィルス
- 必殺技:ホーンテッドピルス、クレイジーゴーラウンド、サンクタス・トルメンタム / 得意技:

ミネルヴァモンが「X抗体」を取り込み、未知の力を引き出した姿。頭部の毛髪が肥大化して自我と意識を持ち、自らを賢者と名乗り出して戦闘の際にミネルヴァモンを知恵でサポートするようになった。
一方でただでさえ小さかった身体は栄養をその毛髪に取られているたせいかより一層縮んでしまい、現在ではオリンピアよりも小さい体格になってしまっている。
しかし、本人はそのことを気にせず髪の毛たちを「ウルラ」・「セルペンス」と名付けて新しい友のように感じており、さらに小さくなっても衰えていない怪力でオリンピアを振り回すようになったことから以前よりも手がつけられなくなっている。
2018年9月26日にデジモンウェブのデジモン図鑑に追加され、詳細設定が判明した。

### ミノタルモン
- 英名:Minotarumon / 世代:成熟期・完全体 / タイプ(種族):獣人型 / 属性:ウィルス
- 必殺技:ダークサイドクエイク / 得意技:デモンアーム

『デジタルモンスターVer.S 〜デジモンテイマーズ〜』で初登場。
ミノタウロスをモデルにした獣人型デジモン。動きは鈍重だがその体は非常に頑丈なである。左腕には腕と一体化した“デモンアーム”という武器を持つ。
アニメ『デジモンアドベンチャー02』では演出上の都合により成熟期として登場した。後にカードゲームで「ミノタルモン 成熟期」としても登場している。

### ミノモン
- 英名:Minomon / 世代:幼年期 / タイプ(種族):幼虫型 / 属性:
- 必殺技:パインコーン、ワームバリアー / 得意技:

ワームモンの幼年期。普段は硬い殻に入っていてぼーっとしているが、時には頭のツタのような物で大型のデジモンにぶら下がって移動する。
感情表現はほとんどしないが、孤独に耐えうる我慢強い性格と言われている。
アニメ『デジモンアドベンチャー02』、『デジモンフロンティア』に登場。
アニメ『デジモンテイマーズ』では第6話で他のデジモンと混じって牧野留姫を自分のテイマーにしようとし、デジモンクィーンに異名を取る彼女の前に現れたデジモンの群れとしてシルエットとして登場（真ん中のビジョンにおり、他にはゲコモン、デラモン、ムシャモン、ルカモン、ワルもんざえモンが映っていた）。

### ミヒラモン
- 英名:Mihiramon / 世代:完全体 / タイプ(種族):聖獣型 / 属性:データ
- 必殺技:ヴィモーハナ / 得意技:宝棒（パオバン）

チンロンモンに仕える十二神将で寅にあたる。天地を翔け回り、さまざまな戦術を駆使する策略家とされている。
アニメ『デジモンテイマーズ』に登場。

### ミミックモン
- 英名:Mimicmon / 世代:成熟期 / タイプ(種族):突然変異型 / 属性:ウィルス
- 必殺技:デッドショット、ヒンダーマイアズマ / 得意技:

元々は端末を守るセキュリティソフトのデータから生まれた箱型の檻のような姿のデジモン。自分自身がトラップとなって数多くのウイルスを捕らえたが、その結果自らの属性もウイルスに変わってしまった。
内部には未だに多数のデジモンが封印されており、檻からはみ出ている腕や角といった部位はそのデジモンの体の一部が体外に露出したものである。
その取り込んだデジモンの武器をロードして自身も使用することができるが、データが圧縮されているため、威力は落ちてしまっている。
2020年10月27日にデジモンウェブのデジモン図鑑に追加され、詳細設定が判明した。

### ミラージュガオガモン
- 英名:MirageGaogamon / 世代:究極体 / タイプ(種族):獣騎士型 / 属性:データ
- 必殺技:フルムーンブラスター、ダブルクレセントミラージュ / 得意技:ゲイルクロー、ダブルゲイルクロー、トルネードクロー

『デジヴァイスバースト』で初登場。
クロンデジゾイドの鎧を身に纏った獣騎士型デジモン。あまりにも移動スピードが早いため姿が蜃気楼のように見えることからその名がつけられた。超光速のスピードで相手に接近して両手に装備された爪「ゲイルクロー」で瞬時に切り裂く。
胸部にデジタルハザードの刻印がある。
アニメ『デジモンセイバーズ』ではトーマ・H・ノルシュタインのパートナーデジモンであるガオモンの究極体として登場。声は中井和哉。

#### ミラージュガオガモン バーストモード
- 英名:MirageGaogamon Burst Mode / 世代:究極体 / タイプ(種族):獣騎士型 / 属性:データ
- 必殺技:フルムーンメテオインパクト、ファイナルミラージュバースト / 得意技:ルナハーケンスラッシャー

『デジヴァイスバースト』で初登場。
ミラージュガオガモンが一時的に限界能力を開放した姿。全体的にスマートな体型となり、以前両腕に装備していたゲイルクローは無くなっている。月の形をした鉄球と三日月状の刃がついた特殊な武器を持つ。
胸部のデジタルハザードの刻印は消えていない。
アニメ『デジモンセイバーズ』で登場。声は中井和哉。

## む

### ムシャモン
- 英名:Musyamon / 世代:成熟期 / タイプ(種族):魔人型 / 属性:ウィルス
- 必殺技:切り捨て御免 / 得意技:

ゲーム『デジタルモンスターVer.WS』で初登場。
海外のゲームソフト“サムライマスター”のデータにウイルスが感染して生まれた落ち武者のような姿をした魔人型デジモン。敵の生命力を奪う呪文が刻まれて、斬れば斬るほど切れ味が増す妖刀・白鳥丸を装備する。レオモンをライバル視している。
アニメ『デジモンアドベンチャー02』では第33話で登場。
アニメ『デジモンテイマーズ』では第6話で他のデジモンと混じって牧野留姫を自分のテイマーにしようとし、デジモンクィーンに異名を取る彼女の前に現れたデジモンの群れとしてシルエットとして登場（真ん中のビジョンにおり、他にはゲコモン、デラモン、ミノモン、ルカモン、ワルもんざえモンが映っていた）。その後、第11話で登場。声は松山鷹志。
アニメ『デジモンクロスウォーズ』では第23話と第24話のシノビゾーンでのブラストモンの配下デジモンとして登場。 声は長嶝高士（日本語版）、トラヴィス・ウィリン（英語版）。
漫画『デジモンクロスウォーズ』では第3話、第4話、第11話でタクティモンの配下デジモンとして複数体が登場。
アニメ『デジモンゴーストゲーム』では第31話で登場。声は江原正士。

### ムソーナイトモン
- 英名:Muso Knightmon / 世代:完全体（クロスウォーズ） / タイプ(種族):強化型 / 属性:ウィルス
- 必殺技:強羅打雷銃（ゴウラダライガン）、超力鳴動破（チョウリキメイドウハ）、魔重力呪縛陣（まじゅうりょくじゅばくじん） / 得意技:

アニメ『デジモンクロスウォーズ～悪のデスジェネラルと七つの王国～』で初登場。
ダークナイトモンとツワーモンがデジクロスして誕生した『暗黒鳴動形態』。ツワーモンの掌から巨大なキャノン砲である「ツワモンバスター」が伸び、そこから放つ砲撃の威力は凄まじく、直撃でなくとも周囲に居るだけでダメージを受けてしまう。
ただし、最大出力で撃つとそのエネルギーが砲身の冷却に回されるため連射は不可能だが、大抵の敵は一撃で粉砕されるので連射の必要はほとんど無い。
2011年6月24日にデジモンウェブのデジモン図鑑に追加され、詳細設定が判明し、さらに2020年10月2日に世代・属性が判明した。

### ムルムクスモン
- 英名:Murmukusmon / 世代:究極体 / タイプ(種族):魔王型 / 属性:ウィルス
- 必殺技:ゲヘナ・フレイム / 得意技:

元は大天使型デジモンだったが堕天し、現在では30もの魔軍団を率いているという魔王型デジモン。伯爵という肩書きを持っており、グリフォモンを下僕として使役している。
映画『デジモンフロンティア 古代デジモン（オニスモン）復活!!』と漫画『デジモンネクスト』に登場。
映画『デジモンフロンティア』での活躍
戦いを起こしてヒューマンデジモンとビーストデジモンを混乱させた全ての黒幕。オニスモンを蘇らせるためにダルクモンとヒポグリフォモンになりすまし、計画を進めていたが泉たちによって正体を看破されたことで悪事を暴かれる。一連の悪事が露見された後、正体を現し、拓也たちを圧倒したが、敗れて消滅した。

### ムンモン
- 英名:Moonmon / 世代:幼年期II / タイプ(種族):レッサー型 / 属性:
- 必殺技:酸のアワ / 得意技:

ゲーム『デジモンストーリー ムーンライト』で初登場。
体が透き通った水滴のような姿をしている幼年期のデジモン。純水のような性質を持ちテイマーの性格をとても受けやすいとされている。
ゲーム『デジモンストーリー ムーンライト』ではパートナーデジモンであるルナモンの幼年期として登場。
アニメでは『デジモンアドベンチャー:』の第67話（最終話）で初登場を果たした。

### ムースモン
- 英名:Moosemon / 世代:アーマー体 / タイプ(種族):古代獣型 / 属性:フリー
- 必殺技:ホーンブレード / 得意技:ハンギング・ツイスター

『D−3』で初登場。
ホークモンが希望のデジメンタルで進化を遂げたアーマー体。ヘラジカをモデルにした古代獣型デジモン。山奥に生息しており、薄い空気や極寒の悪条件な環境でも耐えうることができる。一方で山を汚す者には命を掛けて挑む山の守護神でもある。
アニメ『デジモンゴーストゲーム』では第27話で登場。声はボルケーノ太田。

### ムーチョモン
- 英名:Muchomon / 世代:成長期 / タイプ(種族):鳥型 / 属性:データ
- 必殺技:アーデントフレア / 得意技:

火炎の属性をもつペンモンの亜種。ペンモンとは正反対に温かい場所に生息する。そのトロピカルな外見に違わず派手好きな性格で、常に踊って平和に暮している。

### ムーンミレニアモン
- 英名:MoonMillenniummon / 世代:究極体 / タイプ(種族):邪神型 / 属性:ウィルス
- 必殺技:デス・クリスタル / 得意技:ディメンジョンデストロイヤー

ゲーム『タッグテイマーズ』でラスボスとして初登場。
決まった形を持たず、怒りや憎しみによって姿を自由に変化させる精神体のデジモン。ミレニアモンを倒した後に現れるという。実体がないために物理攻撃が通用しないうえ、たとえ倒されても時間と空間を移動して復活を遂げるとされている。
ゲーム『ディーワンテイマーズ』でもラスボスとして登場。
漫画『デジモンクロスウォーズ』で登場。

## め

### メイクラックモン
- 英名:Meicrackmon / 世代:完全体 / タイプ(種族):獣人型 / 属性:ワクチン
- 必殺技:モデストリィスタン / 得意技:フェルトメイド

メイクーモンから進化した獣人型デジモンで、背中から二本の長い帯のようなものを生やし、尻尾にはサソリのそれに似た毒針が備わっている。大人しく恥ずかしがり屋な性格で、基本的に単独で生活しているとされ、普段は自身の縄張りで体を丸めて昼寝をしながら過ごしている。
加えて非好戦的な気質であり、誰かの気配を察知すると素早く物陰に隠れてしまうが、その者が食料を持っていると人懐こく出てきては甘えたりする。
敵に対してもとにかく隠れてやり過ごそうとするが、その者が必要以上に自分の縄張りに居座ろうとした場合には高い戦闘能力を発揮して排除に移る。

#### メイクラックモン：ヴィシャスモード
- 英名:Meicrackmon / 世代:完全体 / タイプ(種族):不明 / 属性:不明
- 必殺技:フェルトメイド / 得意技:

アニメ『デジモンアドベンチャー tri.』で初登場。
本来穏やかなメイクラックモンの心が悪に染まった姿で、全身にヒビのようなものが浮かんでいるのが特徴。世界の全てが自分に仇なす敵と見なすようになり、そのため世界全体の破壊を望む極めて凶悪な性格へと変貌している。優れた脚力に加えて獣的な感知能力と超常的な勘を持ち、その命を奪うまで相手を執拗に追い詰めるという。
四肢の爪は「カースドクロー」というレッドデジゾイド製の爪になっている。
アニメ『デジモンアドベンチャー tri.』では望月芽心のパートナーデジモンであるメイクーモンが変異した姿で登場。声は森下由樹子。

### メイクーモン
- 英名:Meicoomon / 世代:成熟期 / タイプ(種族):不明 / 属性:不明
- 必殺技:シャットクロー、トリコベゾアール / 得意技:エクススクラッチ

アニメ『デジモンアドベンチャー tri.』で初登場。
猫の獣人のような姿をしたデジモン。その可愛らしい容姿と恥ずかしがり屋な性格とは裏腹に両腕には鋭い爪を隠し持っている。
首元から伸びる帯状の触手は顔に巻きつけることで顔を隠せるマスクになり、さらに寒い時はマフラーの代わりにもなるという。
アニメ『デジモンアドベンチャー tri.』では望月芽心のパートナーデジモンとして登場。声は森下由樹子。
アニメ『デジモンゴーストゲーム』では第32話で登場。声はチョー。『tri.』の個体とは違い、一人称は「俺」で、男性のような口調となっている。

### メイルドラモン
- 英名:Maildramon / 世代:アーマー体 / タイプ(種族):サイボーグ型 / 属性:フリー
- 必殺技:アイアンプレス / 得意技:

『D−3』で初登場。
テイルモンが奇跡のデジメンタルで進化したアーマー体。ナイトモンを乗せるサイボーグ型デジモン。
動く要塞とも黄金の翼とも呼ばれ、その装甲はクロンデジゾイド製であるため非常に頑強である。

### メイルバードラモン
- 英名:Mail Birdramon / 世代:成熟期（クロスウォーズ） / タイプ(種族):サイボーグ型 / 属性:データ
- 必殺技:プラズマキャノン、ナイトホーク、トライデントテール / 得意技:

アニメおよび漫画『デジモンクロスウォーズ』で初登場。
全身を装甲で覆われた猛禽タイプの飛行型デジモン。非常に冷静な性格で、常に高空から状況を窺い、的確な判断能力と分析能力を用いて一撃離脱戦法の支援攻撃を得意とする。
武装もかなり豊富で、総合的な戦闘能力は格闘能力しか持たないデジモンよりも遥かに高いとされる。
アニメおよび漫画『デジモンクロスウォーズ』では蒼沼キリハ率いるブルーフレアの一員として登場。アニメ版の声は岸尾だいすけ（日本語版）、パトリック・ザイツ（英語版）。

### メガシードラモン
- 英名:MegaSeadramon / 世代:完全体 / タイプ(種族):水棲型 / 属性:データ
- 必殺技:サンダージャベリン、メイルシュトローム / 得意技:

『デジモンペンデュラム2』で初登場。
過酷な環境を生き抜いたシードラモンが進化を遂げた水棲型デジモン。強度を増した頭部に生えるイナズマ状のブレードには発電装置が仕込まれており、そこから強力な電撃を放つ。

#### メガシードラモン（X抗体）
- 英名:MegaSeadramon X / 世代:完全体 / タイプ(種族):水棲型 / 属性:データ
- 必殺技:キングジャベリン / 得意技:

メガシードラモンが「X抗体」を取り込み、未知の力を引き出した姿。太古の昔より生存競争の激しいネットの海の中を生き抜いてきたシードラモン種の王と呼ばれる存在。
派手な体色をしているがこれは、氷の閉ざす寒冷の海から熱帯の温かい海まで、あらゆる地域のネットの海で生きてきた証でもある。
頭部の角は幾度もの戦いで必殺技を繰り出し続けた結果さらに鋭さを増し、電気の伝導性も増している。

### メカノリモン

#### メカノリモン（完全体）
- 英名:Mekanorimon（Ultimate） / 世代:完全体 / タイプ(種族):パワードスーツ型 / 属性:ウィルス
- 必殺技:トゥインクルビーム、ジャイロブレイク / 得意技:

『デジタルモンスターVer.S 〜デジモンテイマーズ〜』では完全体とされている。
Ver.シリーズでいう『もんざえモンタイプ』のデジモンで、ゴキモンから進化する。

#### メカノリモン（成熟期）
- 英名:Mekanorimon(Champion) / 世代:成熟期 / タイプ(種族):マシーン型 / 属性:ウィルス
- 必殺技:トゥインクルビーム、ジャイロブレイク / 得意技:

『デジモンペンデュラム』シリーズでは成熟期とされている。
小型デジモン専用のパワードスーツであるデジタルワールド初の乗り物型のデジモン。動かすには誰かが操縦する必要があり、同じ属性のデジモンが操縦しているとの噂がある。ただし、未完成なためデジコアがオーバーヒートすることもある。

### メガログラウモン
- 英名:WarGrowlmon / 世代:完全体 / タイプ(種族):サイボーグ型 / 属性:ウィルス
- 必殺技:アトミックブラスター / 得意技:ダブルエッジ

『ディーアーク』で初登場。
ギルモンの完全体で、有り余るパワーを顎の拘束具で抑えたサイボーグ型デジモン。バーニアを両肩に1基ずつ搭載したことで飛行能力を獲得しており、格闘戦では両腕にあるクロンデジゾイド製の剣・ペンデュラムブレイドと背中のアサルトバランサーで敵を切り裂き貫く。
アニメ『デジモンテイマーズ』に登場。

#### メガログラウモン（X抗体）
- 英名:WarGrowlmon X / 世代:完全体 / タイプ(種族):サイボーグ型 / 属性:ウィルス
- 必殺技:アトミックメガロブラスター / 得意技:ダブルエッジΣ

メガログラウモンが「X抗体」を取り込み、未知の力を引き出した姿。体内に秘めた“デジタルハザード”級の膨大な力をエネルギー弾に変換してそれを全身の砲門から撃ちまくることから『深紅の重戦車』の異名で呼ばれる。

### メガログラウモン（黄）
- 英名:WarGrowlmon（Yellow） / 世代:完全体 / タイプ(種族):サイボーグ型 / 属性:データ
- 必殺技:アトミックブラスター / 得意技:ダブルエッジ

メガログラウモンのデータ種版。体は黄金色に輝いているのが特徴だが性能の変化は不明となっている。

### メタモルモン
- 英名:Metamormon / 世代:究極体 / タイプ(種族):突然変異型 / 属性:ウィルス
- 必殺技:トランシーレイヴ、レーザートランスレーション / 得意技:

漫画『デジモンアドベンチャー Vテイマー01』に登場。
戦った相手をコピー・記憶しあらゆるデジモンに変身する能力を持つ。本来のメタモルモンの強さに加え、変身したデジモンの強さが上乗せされるため、つねに相手よりも強くなっている。

### メタリックドラモン
- 英名:Metallicdramon / 世代:究極体 / タイプ(種族):天竜型 / 属性:データ
- 必殺技:レーザーカノン、レーザーサーベル / 得意技:

デジタルワールド最上空の領域を光速で飛行する全身を機械的な装甲で覆った竜型デジモン。一説によるとメタリックドラモンが空高くから翼を羽ばたかせる際そこからデジタルワールドの調和を保つ不思議な粒子が広がっていくと伝えられている。
その姿は他の飛行デジモンでも捉えることはできないとされるが、このメタリックドラモンが目視できるほど高度を下げている時はデジタルワールドに何かが起きる前触れとも言われている。
2019年12月2日にデジモンウェブのデジモン図鑑に追加され、詳細設定が判明した。

### メタリフェクワガーモン
- 英名:MetallifeKuwagamon / 世代:完全体 / タイプ(種族):昆虫型 / 属性:ウィルス
- 必殺技:ホーミングレーザー / 得意技:

『デジモンアクセル』で初登場。
コカブテリモンの完全体で人型に進化したクワガーモン系のデジモン。人に限りなく近い形態を持ち、格闘能力も優れ防御力や敏捷性においても完全体の中ではトップクラスを誇っている。
アニメでは『デジモンクロスウォーズ～時を駆ける少年ハンターたち～』と『デジモンアドベンチャー:』で登場。前者は喋り、声は堀内賢雄が担当している。

### メタルエテモン
- 英名:MetalEtemon / 世代:究極体 / タイプ(種族):サイボーグ型 / 属性:ウィルス
- 必殺技:バナナスリップ / 得意技:へこきアタック、No.1パンチ、フルメタルヒップアタック、ダークスピリッツ・デラックス

『デジモンペンデュラム1』で初登場。
自称「キング・オブ・デジモン」と名乗っていたエテモンがクロンデジゾイド合金でサイボーグ化することで進化した。
過去の戦いで得たデータから自分の弱点を研究、克服しておりあらゆる戦況で戦えるようになった究極の戦闘マシーンと言う触れ込みになっている。
ちなみに腰につけている黒い熊のぬいぐるみは悪友のワルもんざえモンからプレゼントされたものである。
アニメ『デジモンアドベンチャー』では選ばれし子供たちを復讐しようとエテモンが蘇ってこの姿になった。声は増谷康紀。
ゲーム『デジモンワールド -next 0rder-』でも登場。声はアニメ『アドベンチャー』と同じく増谷康紀。

### メタルシードラモン
- 英名:MetalSeadramon / 世代:究極体 / タイプ(種族):サイボーグ型 / 属性:データ
- 必殺技:アルティメットストリーム / 得意技:

『デジモンペンデュラム2』で初登場。
対水迎撃用サイボーグ化したシードラモンの究極体。その装甲はクロンデジゾイトメタルで覆われており、海中でのスピードはネプトゥーンモンの次に速い。
アニメ『デジモンアドベンチャー』ではダークマスターズの一員として登場し、『デジモンテイマーズ』にも登場した。

### メタルティラノモン
- 英名:MetalTyrannomon / 世代:完全体 / タイプ(種族):サイボーグ型 / 属性:ウィルス
- 必殺技:ギガデストロイヤーII、ヌークリアレーザー / 得意技:

対地迎撃用サイボーグとしてティラノモンが改造されたサイボーグ型デジモン。その装甲化された体はどんな攻撃をも跳ね返しすほどの防御力を発揮し、特にそのアゴの力は敵の硬い武装もいとも容易く砕く。

#### メタルティラノモン（X抗体）
- 英名:MetalTyrannomon X / 世代:完全体 / タイプ(種族):サイボーグ型 / 属性:ウィルス
- 必殺技:ギガデストロイヤーII、ヌークリアレーザーII / 得意技:

メタルティラノモンが「X抗体」を取り込み、未知の力を引き出した姿。メタルグレイモンに比べると荒々しさが目立つものの地上での破壊活動においては最高のパフォーマンスを誇っている。
クラックチームによる度重なる改造にも耐えきり、その獰猛性は凄まじい攻撃力に変換され、今までの改造内容が完全に引き出されている。
強化された爪はメタルグレイモンの「トライデントアームVER.9.9」にこそ及ばないもの、格闘戦に必要な仕様としてVER.7.0と同等の制御プログラムがデジコアに組み込まれている。

### メタルピラニモン
- 英名:MetalPiranimon / 世代:究極体 / タイプ(種族):水棲型 / 属性:ウィルス
- 必殺技:マックスパワーバイス / 得意技:3Dレイザー

『デジモンペンデュラムエックス』で初登場。
体に大きな重りを付けて自由を束縛されている水棲型デジモン。頭部は“メタルヘッド”という鋭い斬れ味を誇る歯を無数に生やした顎が備わっており、万力のような咬力でもっていかなる相手の体も噛み砕く。ただし、この“メタルヘッド”は非常に重いことから、尾ビレに重りを付けて体全体のバランスを取っているという。
数が少ないはずの究極体でありながらなぜか一部地域の河川で大量発生しており、通りかかった獲物に大群で襲い掛かる。

### メタルファントモン
- 英名:MetalPhantomon / 世代:完全体 / タイプ(種族):サイボーグ型 / 属性:データ
- 必殺技:ソウルプレデター / 得意技:

『デジモンペンデュラムエックス』で初登場。
ファントモンが全身を機械化したサイボーグ型デジモン。よりリアルな死神のような姿となっているのが特徴で、別次元の世界からエネルギーを供給されて操られているとされている。

### メタルマメモン
- 英名:MetalMamemon / 世代:完全体 / タイプ(種族):サイボーグ型 / 属性:データ
- 必殺技:エネルギーボム / 得意技:メタルクロー、マグネビーム

『デジタルモンスターシリーズVer.2』で初登場。
マメモンの体の90%を機械化したサイボーグ。右腕には3本の鉤爪、左腕にはサイコブラスターというキャノン砲を装備し、戦闘力を飛躍的に高めている。
しかし、機動力は下がってしまったため、総合的には改造前とほぼ互角となっている。

#### メタルマメモン（X抗体）
- 英名:MetalMamemon X / 世代:完全体 / タイプ(種族):サイボーグ型 / 属性:データ
- 必殺技:エネルギーボム、エネルギーレーザーボム / 得意技:

メタルマメモンが「X抗体」を取り込み、未知の力を引き出した姿。体の機械化を進め、全身の99%が改造されたより完成度の高いサイボーグへと生まれ変わった。
戦闘時には攻撃から防御などのコマンドを正確に実行に移して標的を殲滅するようになり、さらに左腕のサイコブラスターは攻撃範囲が広がったことで複数の敵を一掃するほどの破壊力を得ている。
2021年3月19日にデジモンウェブのデジモン図鑑に追加され、詳細設定が判明した。

### メディーバルデュークモン
- 英名:MedievalGallantmon / 世代:究極体 / タイプ(種族):戦士型 / 属性:データ
- 必殺技:ファイナルクレスト、レイジ・オブ・ワイバーン / 得意技:

別世界のウィッチェルニーで「旋風将」の異名をとり讃えられる異次元に存在するデュークモン。魔法で作られた魔槍「デュナス」などの武具を装備してウィッチェルニーを外敵から守っているとされる。
本来はデジタルワールドには存在しないがフォレストリーフというアイテムでデジタルワールドへ移動出来るという。

### メフィスモン
- 英名:Mephistomon / 世代:完全体 / タイプ(種族):墮天使型 / 属性:ウィルス
- 必殺技:デスクラウド / 得意技:

映画『デジモンテイマーズ 冒険者たちの戦い』で初登場。
倒されたアポカリモンのデータの残骸から誕生した山羊のような姿をした堕天使型のデジモン。アポカリモンも最終目的であったデジタルワールドのあらゆる生命の消滅を目論んでいるとされ、暗黒系黒魔術と狡猾な策略を駆使する。
映画『デジモンテイマーズ 冒険者たちの戦い』で登場。声は小杉十郎太。
アニメ『デジモンアドベンチャー:』では第38話で登場。声は岩田光央。

#### メフィスモン（X抗体）
- 英名:Mephistomon X / 世代:完全体 / タイプ(種族):墮天使型 / 属性:ウィルス
- 必殺技:ヘルマニア、メリーメリーデストラクション / 得意技:

メフィスモンがX抗体を得てX-進化した姿。牡山羊のようだった通常形態から雌山羊に近い姿となっており、高度な暗黒魔法を使いこなすその振る舞いには淑女たる気品さが溢れている。

### メルキューレモン
- 英名:Mercurymon / 世代:ハイブリッド体 / タイプ(種族):突然変異型 / 属性:ヴァリアブル
- 必殺技:ジェネラスミラー / 得意技:オフィセクト・リフレクター

『ディースキャナ』で初登場。
鋼のヒューマンスピリットで誕生した闘士。体に多くの鏡を備えた突然変異型デジモン。「鋼の智闘士」の異名を持ち、作戦を同時にいくつもの作戦を思い付く知能派だが、自分の流儀にうるさい性格でもある。
戦闘では敵の攻撃を弾き返す鏡がはめ込まれたイロニーの盾を装備する。
アニメ『デジモンフロンティア』では悪の五闘士の一人として登場。声は増谷康紀。

### メルクリモン
- 英名:Merukimon / 世代:究極体 / タイプ(種族):神人型 / 属性:ウィルス
- 必殺技:サウザンドフィスト、スピリチャルエンチャント / 得意技:

『デジモンアクセル』で初登場。
オリンポス十二神族の一体でギリシア神話のヘルメスおよびローマ神話のメルクリウスをモデルにした神人型デジモン。普段は森林をテリトリーにしているとされるが、あまりにも素早い動きをするために実体が捉えられず、映像に移っている姿は全て残像と言われている。
また優れたシャーマンとしての一面も持ち、「アステカ」と呼ばれる愛刀で異空間への扉を開くことができる。
アニメ『デジモンセイバーズ』で登場。圧倒的な強さでジオグレイモンたちを倒した。

### メルヴァモン
- 英名:Mervamon / 世代:究極体（クロスウォーズ） / タイプ(種族):神人型 / 属性:ウィルス
- 必殺技:マッドネスメリーゴーランドDX（デラックス）、ファイナルストライクロール、セクシー・ザ・キャノン（アニメ『デジモンクロスウォーズ～時を駆ける少年ハンターたち～』のみ） / 得意技:ナイトストーカー、ラブポイズン、蛇パンチ（アニメ『デジモンクロスウォーズ～悪のデスジェネラルと七つの王国～』のみ）

アニメ『デジモンクロスウォーズ～悪のデスジェネラルと七つの王国～』で初登場。
オリンポス十二神族の一柱であるミネルヴァモンが時を経て経験と実績を積み重ねた末に成長した姿。手に持つ大剣も「オリンピア改」となり、さらに左腕には「メデュリア」という大蛇のように伸びる篭手を新たに装備している。
ミネルヴァモンのころに比べとても落ち着いた気品と色気の溢れる性格で、その優雅な振る舞いを目撃したデジモンの中には彼女のファンになる者も少なくない。
2011年6月24日にデジモンウェブのデジモン図鑑に追加され、詳細設定が判明し、さらに2020年10月2日に世代・属性が判明した。
アニメでは『デジモンクロスウォーズ～悪のデスジェネラルと七つの王国～』から登場し、スパロウモンに続く天野ネネのパートナーデジモンとして活躍した。声は白石涼子（日本語版）、タラ・プラット（英語版）。また、スパロウモンとデジクロスしジェットメルヴァモンに、ワイズモンとハイビジョンモニタモンとデジクロスしメルヴァモン ワイドハイビジョンソードにもなった。
漫画『デジモンクロスウォーズ』本編では登場しなかったが、単行本に収録されているオマケ漫画「ばぐら家の横顔」で登場。
なお、デザインが日本版と海外版では変更されており、日本版の方は胸が露出していたが、海外版の方は胸は服で隠されている。
得意技
蛇パンチ
アニメ『デジモンクロスウォーズ～悪のデスジェネラルと七つの王国～』オリジナル。メデュリアを突き出して攻撃する。
技名は第13話（通算第43話）から。
英語版での名称はMedullia Punch（メデュリアパンチ）。
必殺技
ファイナルストライクロール
マッドネスメリーゴーランドDX（デラックス）
設定のみで、登場作品内では未使用。
セクシー・ザ・キャノン
アニメ『デジモンクロスウォーズ～時を駆ける少年ハンターたち～』オリジナル。第24話（通算第78話）でベルゼブモンとデジクロスし、クロスアップした際に使用。左腕の砲門から2重螺旋状の桃色のエネルギーを纏った緑色のビームを発射する。
技名はジェットメルヴァモンの「セクシーダイナマイツ」を意識している。

## も

### モクモン
- 英名:Mokumon / 世代:幼年期 / タイプ(種族):火炎型 / 属性:
- 必殺技:目くらましスモーク / 得意技:

『デジモンペンデュラム3』で初登場。
デジコアがむき出しになった幼年期のデジモン。そのため敵と戦うことはできず、煙を出して敵の目を晦ます。
アニメ『デジモンフロンティア』では第11話にて占い師の村の住民として登場。

### モジャモン
- 英名:Mojyamon / 世代:成熟期 / タイプ(種族):珍獣型 / 属性:ワクチン
- 必殺技:アイシクルロッド、骨骨ブーメラン / 得意技:ダンシングパンチ

『デジタルモンスターVer.4』で登場。
白い毛の生えた雪山に棲む珍獣型デジモン。争いは好まないが、聖地を侵す者には容赦なく攻撃する。なかなか出会えないため長い間空想上の存在と言われていた。
アニメ『デジモンアドベンチャー』、『デジモンアドベンチャー02』に登場。
アニメ『デジモンフロンティア』では第11話にて占い師の村の住民として登場。

### モスモン
- 英名:Mothmon / 世代:アーマー体 / タイプ(種族):昆虫型 / 属性:フリー
- 必殺技:モルフォンガトリング / 得意技:ガウス・パウダー

『D-3』で初登場。
パタモンが知識のデジメンタルを使ってアーマー進化した姿。昆虫型の中でも特に気性が荒く攻撃的な性格と言われ、無闇に近づくとガトリング砲から毒鱗粉の弾を連射する。

### モチモン
- 英名:Motimon / 世代:幼年期 / タイプ(種族):レッサー型 / 属性:
- 必殺技:伸縮性の泡 / 得意技:

『デジモンペンデュラム1』で初登場。
餅のように伸び縮みする体を持つレッサー型デジモン。プヨプヨしていてとても柔らかい体をしているが、怒ると、顔を餅のように膨らませ、とにかく知性が高いことが特徴でコンピューター内の辞典システムから誕生したと考えられている。

### モドキベタモン
- 英名:ModokiBetamon / 世代:成長期 / タイプ(種族):両生類型 / 属性:データ
- 必殺技:電光ビリリン / 得意技:アクアタワー、ブレードフィン

ゲーム『デジモンワールド』で初登場。
ベタモンの亜種だが、色彩が近いため見分けが付きづらく、そもそも個体数自体が非常に少ない稀少な種。性質は大人しく、沼地などで静かに暮すことを好んでいる。
2021年9月1日にデジモンウェブのデジモン図鑑に追加され、詳細設定が判明した。

### モニタモン
- 英名:Monitamon / 世代:成長期（クロスウォーズ） / タイプ(種族):ブラウン型 / 属性:データ
- 必殺技:火弾、水竜、風車、雷閃 / 得意技:索敵

アニメおよび漫画『デジモンクロスウォーズ』で初登場。
デジモンウォッチングが趣味で、常に誰かを監視している忍者デジモン。とは言えその行為はストーカーそのもの。複数で行動しており、一体見かけたら周りに三十体はいるとされるが、個々が収集した情報を共有化することが可能で、モニタモンが得た情報はどんなことであろうと光より早く広まるとされている。
アニメおよび漫画『デジモンクロスウォーズ』に登場。アニメ版の声は丸山優子（日本語版）。また、アニメ第1期および第2期本編終了後のミニコーナーも担当している。
アニメ『デジモンゴーストゲーム』では第13話で登場。声は龍田直樹。

### モニモン
- 英名:Monimon / 世代:幼年期II（クロスウォーズ） / タイプ(種族):ブラウン型 / 属性:
- 必殺技:乱破、水破、突破 / 得意技:

アニメおよび漫画『デジモンクロスウォーズ』で初登場。
常に集団で一定範囲内の岩陰や草むらに隠れながら行動する下忍デジモン。感情がすぐ顔の画面に現れるので何を考えているのか一目瞭然で、しかも寝ている時の夢さえも画面に現れてしまう。
アニメおよび漫画『デジモンクロスウォーズ』に登場。アニメ版の声は菊池こころ（日本語版）。
アニメ『デジモンアドベンチャー:』では第56話、第67話（最終話）で登場（『クロスウォーズ』の個体とは別個体）。

### モリシェルモン
- 英名:MoriShellmon / 世代:成熟期 / タイプ(種族):軟体型 / 属性:データ
- 必殺技:パイルシェル / 得意技:マインドフォッグ

シェルモンの亜種。海棲生物だった原種とは対照的に陸上生活に適応しており、主に森林地帯に生息しているためか体の色が緑色に変化している。
原種と同様に好戦的な性格で、不用意に縄張りに入って怒らせるのは危険とされている。
2021年7月14日にデジモンウェブのデジモン図鑑に追加され、詳細設定が判明した。

### モルフォモン
- 英名:Morphomon / 世代:成長期 / タイプ(種族):昆虫型 / 属性:ワクチン
- 必殺技:リンリンテラピー / 得意技:

蝶の翅で耳や手に構成されている獣と虫の間の子のような姿のデジモン。のんびりした性格で、自然を楽しむ感情を持っており、耳の翅が活発に動いている時は特に機嫌が良いらしい。初めて見る者にはまずその相手に触れてそれが安全な存在なのかどうかを判別し、安全だと判断した上でその相手を気に入ると懐いて付いて行ったりする。
2020年3月6日にデジモンウェブのデジモン図鑑に追加され、詳細設定が判明した。

## や

### ヤキイモン
- 英名:Yakiimon / 世代:成熟期（クロスウォーズ） / タイプ(種族):植物型 / 属性:ワクチン
- 必殺技:ベニアズマ・ストレート、ベニアズマ・アッパーカット / 得意技:

アニメ『デジモンクロスウォーズ～時を駆ける少年ハンターたち～』で初登場。
焼き芋に手足を生やしたような姿をしたデジモンで、新聞紙を身体に巻き、両腕にボクシンググローブを付けている。チャンピオンを目指して常に熱い修行を続けているが、それが何のチャンピオンなのかは本人もよくわかっていないらしい。
身体が熱くなれば熱くなるほど技のキレもフットワークも向上する。
デジモンクロスウォーズ オリジナルデジモンコンテスト受賞作品。

### ヤシャモン
- 英名:Yashamon / 世代:アーマー体 / タイプ(種族):魔人型 / 属性:フリー
- 必殺技:一刀両断 / 得意技:

『D-3』で初登場。
ブイモンが純真のデジメンタルで進化を遂げたアーマー体。鬼神のようなパワーと恐ろしい顔を持つが、同時に弱者を守ろうとする心も持ち合わせている。
映画『デジモンフロンティア 古代デジモン（オニスモン）復活!!』に登場。
アニメ『デジモンセイバーズ』では第33話で聖なる都の住民として登場。バイオスピノモンに苦戦するロゼモンを助けようとしたが、そのまま殺された。
アニメ『デジモンクロスウォーズ』ではソードゾーンの住人として複数体登場。第3期『時を駆ける少年ハンターたち』では別個体が最上レンのパートナーデジモンであるドラクモンが超進化した姿として登場。声は岸尾だいすけ（第3期）。

### ヤタガラモン
- 英名:Yatakaramon / 世代:完全体 / タイプ(種族):妖鳥型 / 属性:ワクチン
- 必殺技:甕布都神、羽黒 / 得意技:

『デジモンアクセル』で初登場。
両翼に独鈷杵をつけた3本の足を持つ八咫烏をモデルにしたデジモン。見た目は恐ろしいが、れっきとしたワクチン種。三重の試練を乗り越えたデジモンをデジタルワールドの極東にある黄金郷に連れて行くとされている。

### ヤタガラモン（セイバーズ）
- 英名:Yatakaramon（Savers）  / 世代:完全体 / タイプ(種族):妖鳥型 / 属性:ワクチン
- 必殺技:甕布都神、羽黒 / 得意技:

『デジヴァイスiC』で初登場。
目に瞳が宿ったことで通常のヤタガラモンに比べるとより生物らしくなったヤタガラモンの亜種。他にも羽の先、独鈷杵の形状、爪の色などが変わり、頭部には特徴的な細く長い赤い鬣も付属している。
アニメ『デジモンセイバーズ』ではイクトのパートナーデジモンであるファルコモンの完全体として登場。声は神代知衣。

### ヤンマモン
- 英名:Yanmamon / 世代:成熟期 / タイプ(種族):昆虫型 / 属性:データ
- 必殺技:サンダーレイ / 得意技:

ゲーム『デジモンワールド』で初登場。
蜻蛉（トンボ）のような昆虫型デジモン。オニヤンマのデータを取り込んでいるため獰猛な性質をしている。細身の体をしているが、その体は非常に硬い殻で覆われている。
2021年7月14日にデジモンウェブのデジモン図鑑に追加され、詳細設定が判明した。

### ヤーモン
- 英名:Yaamon / 世代:幼年期II / タイプ(種族):レッサー型 / 属性:
- 必殺技:ペイントスプラッシュ / 得意技:

アニメ『デジモンテイマーズ』でインプモンの幼年期IIとして初登場。
悪魔のような角が生えているのが特徴のイジワルな性格をしたデジモン。楽しそうに遊んでいるデジモンを見つけると、口から吐き出す色付きのインクを浴びせて困らせる。

## ゆ

### ユキアグモン
- 英名:SnowAgumon / 世代:成長期 / タイプ(種族):爬虫類型 / 属性:ワクチン
- 必殺技:リトルブリザード / 得意技:ホワイトヘイル、アイスカムカム

ゲーム『デジモンワールド』で初登場。
氷の属性を持つ白色のアグモンの亜種。やんちゃな性格でいつもはしゃいでいる。その白い体で雪原に紛れて戦うのが得意。

### ユキミボタモン
- 英名:SnowBotamon / 世代:幼年期I / タイプ(種族):スライム型 / 属性:
- 必殺技:ダイアモンドダスト / 得意技:

『デジモンペンデュラムZERO』に登場。
全身を白くてフワフワしている繊毛に覆われているボタモンの亜種。触るとひんやり冷たい。

### ユニモン
- 英名:Unimon / 世代:成熟期 / タイプ(種族):幻獣型 / 属性:ワクチン
- 必殺技:ホーリーショット / 得意技:コーンスラスト

『デジタルモンスターVer.3』で登場。
ペガサスとユニコーンのデータを合成して生まれた幻獣型デジモン。大きな翼でコンピューターネットワークの世界を瞬時に駆け回る。野生体は凶暴だが、一度手懐けてしまえば良き手足となる。

### ユノモン
- 英名:Junomon / 世代:究極体 / タイプ(種族):神人型 / 属性:ウィルス
- 必殺技:ニードルハイブ、グレイスランス、ラブバスケット / 得意技:

ゲーム『デジモンコレクターズ』で初登場。
オリンポス十二神族の一体でユピテルモンのパートナー。ユピテルモンを愛し守る者として戦場に立ち、ユピテルモンの意志に背く反乱分子を予測・索敵して排除する。慈愛に満ち溢れた性格でユピテルモンを深く愛するためか、ユピテルモンの動向は全て把握している。
モデルはローマ神話のユーノー。
2022年5月25日にデジモンウェブのデジモン図鑑に追加され、詳細設定が判明した。

#### ユノモン：ヒステリックモード
- 英名:Junomon Hysteric Mode / 世代:究極体 / タイプ(種族):神人型 / 属性:ウィルス
- 必殺技:ウェルカムロスト、リングラッジ、ライアーバニッシュメント / 得意技:

ゲーム『デジモンコレクターズ』で初登場。
心の奥底に眠っていた悪の人格が呼び覚まされたユノモンの別の姿。愛するユピテルモンへの抵抗勢力が後を絶たず、2人の時間が少なくなると嫉妬の闇に飲まれていく。表情から生気が次第に消えていき、闇で全てを埋め尽くされたとき、もう1つの顔である仮面が発現し、仮面越しに見える周囲のデジモンは全て害悪と捉えられ、殺戮の限りを尽くす。しかしこの姿をユピテルモンに感知されることはなく、善悪の裁きを受けることはない。
2022年5月25日にデジモンウェブのデジモン図鑑に追加され、詳細設定が判明した。

### ユピテルモン
- 英名:Jupitermon / 世代:究極体 / タイプ(種族):神人型 / 属性:ワクチン
- 必殺技:ワイドプラズメント / 得意技:マボルト、パニッシュジャッジ

ゲーム『デジモンクルセイダー』で初登場。
オリンポス十二神族の一体。翼のように羽毛で形成されたマントと黄金の鎧を身にまとい、両手に雷撃を放つハンマーを装備している。
雷と気象を司り、戦場において一切の感情を挟むことなく冷静にどちらが善か悪かを見極め、悪とみなした対象に裁きを下すという存在で、この判断に納得の行かない者はユピテルモンに挑んで勝利することができれば判決は覆ると言われるが、これまでにそれを成し遂げた者はいないとされる。
モデルはギリシア神話のゼウスおよびローマ神話のユーピテル。
2013年5月10日にデジモンウェブのデジモン図鑑に追加され、詳細設定が判明した。

#### ユピテルモン：ラースモード
- 英名:Jupitermon Wrath Mode / 世代:究極体 / タイプ(種族):神人型 / 属性:ワクチン
- 必殺技:ワイドプラズメント、ケラウノスディバイド、ライトニングビー、ディオスサンダー / 得意技:

ゲーム『デジモンクルセイダー』で初登場。
普段は感情を含まず断罪するユピテルモンが、怒りが収まらない罪を犯した相手と対峙した時に一変する。怒号とともに大神剣「ケラウノス」を召喚すると、体が何十倍も大きくなり鎧と雷を纏う姿となる。周囲の激雷は怒りの表れであり、悠々とした振る舞いながら一つ一つの動きに威圧が溢れ、そのプレッシャーから敵を追い詰めていく。
2022年5月25日にデジモンウェブのデジモン図鑑に追加され、詳細設定が判明した。

### ユラモン
- 英名:Yuramon / 世代:幼年期I / タイプ(種族):種子型 / 属性:
- 必殺技:粘着性の泡 / 得意技:

『デジタルモンスターVer.4』で登場。
綿毛に覆われ空中を漂う種子型デジモン。外敵の居ない地域や住みやすい地域に固着すると、次の進化の準備に入る。

## よ

### ヨウコモン
- 英名:Youkomon / 世代:成熟期 / タイプ(種族):妖獣型 / 属性:データ
- 必殺技:邪炎龍（じゃえんりゅう） / 得意技:焔玉（ほむらだま）

キュウビモンの亜種。こちらは破滅と破壊をもたらす妖獣と恐れられている。

### ヨッ！ヨッ！モン
- 英名:Yo!Yo!mon / 世代:成熟期 / タイプ(種族):パペット型 / 属性:ウィルス
- 必殺技:ラッパーコースター、ワンハンド・スイング、トルペド・クロッシング / 得意技:

『デジウィンドウ』で初登場。
デジタルワールドのヨーヨーの達人で、自身もヨーヨーそのものの姿をしている。ヨーヨー大会で記録された映像データから誕生したデジモンで、非常に喧嘩っ早い性格をしており、常に鋭い目付きで周りを睨んでいる。
武器として右手には斬撃用の刃を仕込んだヨーヨー、左手には刃のない打撃用の素のヨーヨーを持ち、さらに自分自身の体もヨーヨーのように高速回転しながら相手にぶつかるという攻撃技を隠しているが、この場合は他に自分を回してくれる存在が必要となる。
2021年5月10日にデジモンウェブのデジモン図鑑に追加され、詳細設定が判明した。

## ら

### ライアモン
- 英名:Liamon / 世代:成熟期 / タイプ(種族):聖獣型 / 属性:ワクチン
- 必殺技:サンダーオブキング、クリティカルストライク / 得意技:

『デジモンアクセル』で初登場。
レオルモンの成熟期で二本の尾を持つライオンのような聖獣型デジモン。勇猛な性格で強者との戦うことを好み、時には究極体にさえ果敢に立ち向かっていく。

### ライジルドモン
- 英名:Raijiludomon / 世代:完全体 / タイプ(種族):防具型 / 属性:データ
- 必殺技:ライトニングバスター、ロケットメッサー / 得意技:

ティアルドモンが進化した防具型デジモン。全身が機械化され、より人型に近い形態となっている。
大型化に伴い機動力こそ低下したが、代わりに飛行能力を獲得しており、そして防御力に至っては究極体の攻撃をも防ぐほどのものを発揮する。
両肩から腕にかけて盾のようなプロテクターに覆われており、それには攻撃を受けると不可視の電磁シールドを自動で展開する機能を有している。
その場に留まって広範囲に及ぶ防御用のエネルギーフィールドを展開することでその場所全体を守ることができるようになっている。

### ライジンモン
- 英名:Raijinmon / 世代:究極体 / タイプ(種族):サイボーグ型 / 属性:ウィルス
- 必殺技:エレクーゲル / 得意技:ブリッツアーム

ゲーム『デジモンワールド3』で初登場。
東洋の伝説にある雷神の名を与えられたサイボーグ型デジモン。「迅雷将」の異名を持つ格闘戦を得意とするパワータイプ。ジャスティモンのブリッツアームを持つ。
2021年9月1日にデジモンウェブのデジモン図鑑に追加され、詳細設定が判明した。

### ライズグレイモン
- 英名:RizeGreymon / 世代:完全体 / タイプ(種族):サイボーグ型 / 属性:ワクチン
- 必殺技:トライデントリボルバー、ライジングデストロイヤー / 得意技:ソリッドストライク、バレルスマッシュ、バレルブロー、ヘビーバレル

『デジヴァイスiC』で初登場。
ジオグレイモンの完全体で、体の半分以上が機械化されている。
メタルグレイモンとよく似たシルエットを持つが、こちらは片腕がキャノン砲になっており、そこから核弾頭級の弾丸を発射する。
翼も機械化されており、重武装でありながら空中でも高い機動性を発揮する。
アニメ『デジモンセイバーズ』と漫画『デジモンネクスト』ではアグモンの完全体として登場。

#### ライズグレイモン（X抗体）
- 英名:RizeGreymon X / 世代:完全体 / タイプ(種族):サイボーグ型 / 属性:ワクチン
- 必殺技:サンライズバスター、ザンスラスト / 得意技:

ライズグレイモンが「X抗体」を取り込んで未知なる力を引き出した姿。背中のウイングパーツには日輪の紋章が輝き、身体のあらゆるところからは満ち溢れるエネルギーが噴き出している。
手足の爪はそのエネルギーを使ったビーム刃となっており、そして左腕のトライデントリボルバーは銃剣へと変化したことで優れた格闘能力も得ている。

### ライデンモン
- 英名:Raidenmon / 世代:究極体 / タイプ(種族):マシーン型 / 属性:ウィルス
- 必殺技:キルリアンブラント / 得意技:ライジング・サン

ゲーム『デジモンワールド3で初登場。
各種電磁兵器を装備した究極の戦闘要塞と言われる歩行戦車のような姿のマシーン型デジモン。厚い装甲で全身を覆われ、多数の武装による遠距離戦を得意としており、一方で格闘戦は不得手なものの、その時には巨大な左腕のアームで応戦する。
MEGAMI社という会社が開発したとされ、目標の殲滅のためなら捨て身の攻撃も厭わない。
2021年9月1日にデジモンウェブのデジモン図鑑に追加され、詳細設定が判明した。

### ライドラモン
- 英名:Raidramon / 世代:アーマー体 / タイプ(種族):獣型 / 属性:フリー
- 必殺技:ライトニングブレード、ブルーサンダー / 得意技:エレクトリックバイト、サンダーボルト

『D-3』で初登場。
ブイモンが友情のデジメンタルで進化したアーマー体の獣型デジモン。デジメンタルによって強力な雷の力を得ており、4本の足で稲妻のように素早い動きができる。首の下には友情の紋章が刻まれている。
アニメ『デジモンアドベンチャー02』に登場。イービルスパイラルで洗脳されたアグモン（メタルグレイモン）を救出するために活躍した。その素早い機動力から、移動用としても活躍している。 また、当時としては、主役としては珍しい四足型だった。

### ライノカブテリモン
- 英名:RhinoKabuterimon / 世代:ハイブリッド体（『バイタルブレス デジタルモンスター』では完全体） / タイプ(種族):昆虫型 / 属性:ヴァリアブル
- 必殺技:サンダーレーザー / 得意技:コンデンサストーム

雷の闘士の融合形態。頭部の大半を占める巨大な角から特殊な磁場を発生させる雷帝と言われている。
名前の由来はサイカブト。

### ライノモン
- 英名:Rhinomon / 世代:アーマー体 / タイプ(種族):哺乳類型 / 属性:フリー
- 必殺技:アイン・ソフ・オウル / 得意技:アトミックバースト

『D-3』で初登場。
パタモンが奇跡のデジメンタルによって進化したアーマー体。輝くクロンデジゾイド製の鎧にはめ込んだ宝玉『アイン・ソフ・オウル』の力でバリアを張り突進攻撃を仕掛ける。

#### ライノモン（X抗体）
- 英名:Rhinomon X / 世代:アーマー体 / タイプ(種族):哺乳類型 / 属性:フリー
- 必殺技:アイン・ソフ・オウル、アトミックブレイド / 得意技:スプリットバースト

ライノモンが「X抗体」を取り込んで新たな引き出した姿。攻撃的な性格になっており、強者と見たデジモンに対して果敢に戦闘を仕掛けるようになった。
全身の鎧はより洗練されて防御力は向上したが、それ以上に攻撃面が押し出されたことで攻め勝つ姿となっている。
何より頭部の角は巨大な1本の剣へと変化し、その剣で敵を串刺しにして相手のデータを分解する。

### ライヒモン
- 英名:Rhihimon / 世代:ハイブリッド体（『デジタルモンスターX Ver.2』では究極体、『バイタルブレス デジタルモンスター』では完全体） / タイプ(種族):戦士型 / 属性:ヴァリアブル
- 必殺技:暗黒定理～シュバルツ・レールザッツ～ / 得意技:ロート・クロイツ

闇の闘士の融合形態。背中に大きな翼が生え、手には槍を装備している。闇の守護帝と呼ばれているが、戦闘の目撃例が一切無い。

### ライラモン
- 英名:Lilamon / 世代:完全体 / タイプ(種族):妖精型 / 属性:データ
- 必殺技:ライラシャワー、ビューティースラップ / 得意技:アン・ドゥ・ポラン、マーブルショット、ライラックダガー、ライラニードル、ラブリーコロン、ビューティショック

人々に愛されるライラックの花をモデルにした妖精型デジモン。無邪気で純粋な性格だが、裏では死と再生を司るデジモンとも噂されている。体には猛毒も秘めている。
アニメ『デジモンセイバーズ』では藤枝淑乃のパートナーデジモンであるララモンの完全体として登場。声はゆかな。
アニメ『デジモンクロスウォーズ』ではフォレストゾーンにて初登場し、後に再登場する。声は笠原留美（日本語版）、シンディ・ロビンソン（英語版）。
アニメ『デジモンアドベンチャー:』では第67話（最終話）で登場。

### ラヴォーボモン
- 英名:Lavorvomon / 世代:成熟期 / タイプ(種族):岩竜型 / 属性:ウィルス
- 必殺技:グレイトフレイム、アースタンプ / 得意技:

全身が固まった溶岩で構成された岩竜型のデジモンで、前脚は翼になっているが、飛行よりも歩行に適した形状になっている。
そのため飛行は苦手で、基本的に地面を這うようにして移動するが、鈍重そうな見た目とは裏腹に素早く動き回って敵に詰め寄ることができる。
人懐っこい性格で、信頼した相手には積極的に寄っていくが、全身から発火性の粉塵を放出しているため、近づかれた相手は全力で逃げるという。

### ラヴォガリータモン
- 英名:Lavogaritamon / 世代:完全体 / タイプ(種族):岩竜型 / 属性:ウィルス
- 必殺技:メルダイナー、ワイルドブラスト / 得意技:

ラヴォーボモンが進化した姿で、より発達した翼と脚を持つようになり、その姿は完全に鳥か飛竜に近いものになっている。
その翼は重たい体を軽々と浮かせて飛行できるようになるまで力強いものとなり、脚も仁王立ちができるほど筋力が鍛えられている。
普段は活火山のマグマ層に隠れていると言われるが、一方ではヴォルクドラモンの近くに生息しているのではとも言われている。
爆発性の粉塵を積極的に攻撃に使うようになり、その粉塵を相手の周りに撒き散らしてからこちらの好きなタイミングでそれを起爆して敵を吹き飛ばす。

### ラグエルモン
- 英名:Raguelmon / 世代:究極体 / タイプ(種族):不明 / 属性:不明
- 必殺技:フォルムタラニス、パーホルス / 得意技:

アニメ『デジモンアドベンチャー tri.』で初登場。
他の天使型デジモンが堕落しないように全ての天使型デジモンを監視する役目を負っている獣人のような姿の究極体のデジモン。堕落の兆候を見せている天使型デジモンを見つけるとそうなる前に撃ち滅ぼすとされ、そのことから他のデジモンからも非常に疎まれ、そして恐れられている。
自身もまたそのことに虚無感を抱いているようで、それが頂点に達すると全てを拒絶するような思考に陥って敵味方の区別も無く破壊行動に出る危険なデジモンと化してしまう。
アニメ『デジモンアドベンチャー tri.』ではメイクラックモン：ヴィシャスモードがさらに変異した姿として登場。

### ラグナモン
- 英名:Ragnamon / 世代:究極体 / タイプ(種族):不明 / 属性:不明
- 必殺技:ギムレットガン、スペイザー、シャトルシザーズ、サテライトバスター、ラグナロク・キャノン / 得意技:

ゲーム『デジモンワールド3』で初登場。
スナッチモンと軍事衛星が融合して誕生した姿で、サイボーグ型デジモンとして最大級の大きさを誇る究極体のデジモン。人工衛星のデータを取り込み、はるか上空からデジタルワールドの広範囲を壊滅させるほどの多彩な衛星兵器を持つ。しかし活動するには大量のリソースを必要とし、優秀なハッカーたちの助力が不可欠であり、戦場に現れた記録は乏しい。
尻尾で貫く技や、頭部から巨大なレーザーを撃つ技や、右腕で敵を挟み切断する技、両肩の砲身から遥か遠い敵も狙い撃つ技、そして最大の攻撃力となる胸部から発射する技がある。さらに敵の攻撃を受けると解析し、その威力をそのまま放つことも可能。
2022年9月9日にデジモンウェブのデジモン図鑑に追加され、詳細設定が判明した。

### ラグナロードモン
- 英名:Ragnaloardmon / 世代:究極体 / タイプ(種族):特異型 / 属性:ウィルス
- 必殺技:ディレクトスマッシャー、イグニッションプロミネンス、デュエルエッジフロージョン / 得意技:

デュランダモンとブリウエルドラモンのジョグレス進化によって生まれた形態。ダークエリアの奥底に潜むという邪悪なる者が目覚めた時、2体の「Legend-Arms」のデジコアが共鳴して誕生すると言われ、その姿はデュランダモンたちが疑似的に「自分たちを扱える騎士」として作り出したものであるとされる。
ジョグレス体でありながら両者はそれぞれの意思を保ち、さらにラグナロードモン本体の方も独自の意思を持っているという稀有な存在であり、その剣も盾も己の意思で自由に動き回り、本体との隙のない連携による攻防一体の攻撃で相手を翻弄する。

### ラジエルモン
- 英名:Rasielmon / 世代:究極体 / タイプ(種族):座天使型 / 属性:ワクチン
- 必殺技:ノウレッジストリーム、セファーラジエール / 得意技:

メイクラックモンが進化した姿で、かつてオファニモンと同等の地位を立っていたという獣人のような姿をした座天使型デジモン。
“カーネル（神の領域）”からデジタルワールドの全てを見通すことができると言われ、その力でデジタルワールドで起こったあらゆる出来事を把握しているという。
その結果として現在では神にも等しい量の知識を蓄えるようになったとされる。
アニメ『デジモンアドベンチャー:』ではシルエットで登場。

### ラストティラノモン
- 英名:RustTyrannomon / 世代:究極体 / タイプ(種族):サイボーグ型 / 属性:ウィルス
- 必殺技:テラーズクラスター / 得意技:ラストブレス

デジタルワールド創生から長きにわたる激戦を進化とともに潜り抜けたティラノモンの究極体。背中に巨大な電磁砲を背負っている。
メタルティラノモンのころから過酷な環境下に長年耐え続け、全身のサイボーグ箇所は赤錆になっている。
戦術は殲滅戦に特化され、1体で敵の拠点もろとも薙ぎ払う力を持つ。格闘戦もサイボーグ型デジモンの中ではトップクラスの破壊力とパワーを持っている。
また、デジモンを捕食する性質を持ち、何百何千のデジモンをわずかな時間で跡形もなく平らげてしまう。

### ラセンモン
- 英名:Rasenmon / 世代:究極体 / タイプ(種族):獣人型 / 属性:データ
- 必殺技:ジャイロスマッシュ、クオリアライズブラスト、スパイラルヴァニッシュ、スピナス・クオリアライズブラスト（ゲーム『デジモンリアライズ』のみ） / 得意技:

ゲーム『デジモンリアライズ』で初登場。
自身の中の負の感情を恐れず受け入れたことで、本来の姿としての進化を遂げたラセンモンの真の姿。暴走していた力を完全に制御できるようになっただけでなく、荒ぶる気性も落ち着いて穏やかで心優しい性格になっている。
戦闘においては仲間の感情をエネルギーとして取り込んで己の力に変え、それを自身が正しいと思うことのために行使する。
ゲーム『デジモンリアライズ』では主人公のパートナーデジモンであるエリスモンが正しい心で進化した究極体としてシーズン2から登場。声は種田梨沙。一人称は「オレ」。
必殺技
スピナス・クオリアライズブラスト
ゲーム『デジモンリアライズ』オリジナル。「クオリアライズブラスト」の強化版といえる技。

#### ラセンモン：激昂（げきこう）モード
- 英名:Rasenmon Furymode / 世代:究極体 / タイプ(種族):獣人型 / 属性:データ
- 必殺技:デスペレイトボルテックス、プレデターズバイト、スパイラル・ヘル / 得意技:

ゲーム『デジモンリアライズ』で初登場。
進化の際に他者の強い負の感情を取り込んでしまった結果、九本の尻尾を備えた禍々しい姿となってしまった究極体の獣人型デジモン。自身の中に渦巻く負の感情に対する恐怖と葛藤から精神が不安定になっており、それが溢れる破壊衝動となって暴走する闇の力に振り回されながら周囲に破壊を広げる危険な存在と化してしまった。
ゲーム『デジモンリアライズ』では主人公のパートナーデジモンであるエリスモンが暗黒進化した究極体として登場。

### ラピッドモン

#### ラピッドモン（アーマー体）
- 英名:Rapidmon Armor / 世代:アーマー体（カードゲームでは成熟期、ゲーム『デジモンワールド -next 0rder-』では完全体、『バイタルブレス デジタルモンスター』では究極体） / タイプ(種族):聖騎士型 / 属性:フリー
- 必殺技:ゴールデントライアングル、ラピッドファイアー / 得意技:

テリアモンが運命のデジメンタルで進化したアーマー体。黄金色の装甲を纏っている。
本来完全体だが、運命のデジメンタルによって究極体並の力を出せるようになっている。聖騎士型だがロイヤルナイツではないらしい。
アニメ『デジモンアドベンチャー02』の劇場版に登場。

#### ラピッドモン（X抗体）
- 英名:Rapidmon X / 世代:究極体 / タイプ(種族):聖騎士型 / 属性:ワクチン
- 必殺技:ビリオンバレット / 得意技:ピッドブラスター、レーザーガトリングアーム

ラピッドモン（アーマー体）が「X抗体」を取り込んでさらなる力を引き出した姿。
X抗体の影響を受けて運命のデジメンタルに宿っていた力がさらに高まっており、常に究極体としての能力を発揮できるようになった。
両手と背中には「アームドアームズ」という着脱交換式の武装を搭載し、状況によって近距離から中距離、そして遠距離における戦術を自由に使い分けられる。
これにはブースター機能や白兵戦機能も追加されており、高速で相手の懐に飛び込んで爪による斬撃といった格闘攻撃も可能となっている。

#### ラピッドモン（完全体）
- 英名:Rapidmon Ultimate / 世代:完全体 / タイプ(種族):サイボーグ型 / 属性:ワクチン
- 必殺技:ゴールデントライアングル、ラピッドファイアー / 得意技:ホーミングミサイル

『ディーアーク』で初登場。
「俊敏な猟犬」という異名を持ち、巨大な耳はレーダーになっている。超高速で敵に接近して電撃戦を仕掛ける。上記のラピッドモンとは違って装甲の色は緑である。初期の絵では口当てがない。
アニメ『デジモンテイマーズ』ではテリアモンの完全体として登場。

### ラプタースパロウモン
- 英名:Raptor Sparrowmon / 世代:成熟期（クロスウォーズ） / タイプ(種族):サイボーグ型 / 属性:データ
- 必殺技:ラプターグラップル、クラッシュチャージ / 得意技:

漫画『デジモンクロスウォーズ』で初登場。
全身がクロンデジゾイドメタルの装甲となったスパロウモンが進化した姿であるサイボーグ型デジモン。欠点とされた打たれ弱さはクロンデジゾイド装甲により解消され、しなやかな翼で高速急旋回も可能となった。一撃離脱や戦場の撹乱などはお手の物だが、気分屋な性格は変わっておらず、ドジをすることも多い。
2018年6月25日にデジモンウェブのデジモン図鑑に追加され、詳細設定が判明し、さらに2020年10月2日に世代・属性が判明した。

### ラプタードラモン
- 英名:Reptiledramon / 世代:成熟期 / タイプ(種族):サイボーグ型 / 属性:ワクチン
- 必殺技:アンブッシュクランチ / 得意技:クラッシュチャージ

『デジモンペンデュラムX』で初登場。
ドルモンの成熟期で、野生のデジモンから作成されたサイボーグ型デジモン。凄まじい運動能力をクロンデジゾイドの武装の重量で押さえ込んでいるが、その真の力を発揮すれば自身よりもはるかに大型のデジモンをも仕留められる。

### ラブラモン
- 英名:Labramon / 世代:成長期 / タイプ(種族):獣型 / 属性:ワクチン
- 必殺技:レトリバーク / 得意技:クダキュアリキュール

人工デジモンの最終形態と言われているデジモンで、ペット用なので本来はこれ以上は進化しないとされている。
主に非常に忠実なデジモンでテイマーを守ることが自分の使命だと感じており、さらに弱ったデジモンのデータを修復する力を秘めている。
名前の由来はラブラドールレトリバー。
アニメ『デジモンテイマーズ』の映画に登場し、後に『ディーアークVer.2』で育成可能になった。
進化形態は順に辿るとラブラモン（実在の犬種）、シーサモン（沖縄のシーサー）、ケルベロモン（ギリシア神話のケルベロス）、アヌビモン（エジプト神話のアヌビス神）となり、ほぼ固定化された進化ルートの中では最も一貫性の無いモノの一つといえる。

### ラブリーエンジェモン
- 英名:LovelyAngemon / 世代:究極体 / タイプ(種族):戦士型 / 属性:ワクチン
- 必殺技:マーブルインパクト、ドリームハリケーン、ラブリーシャワー / 得意技:

ゲーム『デジモンリアライズ』で初登場。
細身の女子プロレスラーのような姿をした地上に舞い降りた天使と称される近接戦闘のスペシャリスト。
いつもは明るく元気でオシャレをし、美味しい物の食べ歩きを楽しむ女の子らしい性格を持つデジモンだが、その心にはどんな悪逆非道も許さない強い正義感を秘めている。
それに加えてどんなピンチが訪れようとも決して諦めない心で窮地をはねのけ、必ず勝利を手にする不屈の精神も併せ持っている。
肉弾戦を得意とするマジカルファイターのデータを内包しており、敵に対して息をつかせぬ格闘技のコンボをお見舞いする。
2021年2月3日にデジモンウェブのデジモン図鑑に追加され、詳細設定が判明した。
ゲーム『デジモンリアライズ』では新城ミチ（声 - 高橋李依）のパートナーデジモンであるプロットモン（声 - 高森奈津美）の究極体として登場。シーズン2から進化することが可能となった。

### ラフレシモン
- 英名:Rafflesimon / 世代:究極体 / タイプ(種族):妖精型 / 属性:データ
- 必殺技:バレエガン、ウィスレン / 得意技:

デジタルワールド最大の大きさを誇る赤い花の妖精型デジモン。真紅のドレスを纏った淑女のような派手で美しい姿を持ちながらその身体からは強い異臭が放出されている。
それでもこのデジモンの姿を一目見ようとする者は少なくないが、自身の寿命はわずか数日であり、それを過ぎると活動を停止してしまうため生きたラフレシモンに会える可能性は極めて低いことから「奇跡の花」とも呼ばれている。
一方で自身はそんな儚い境遇にあっても決して悲観することはなく、最期の時まで普通の生き方を求めて優雅に振る舞い続けるという。

### ラモールモン
- 英名:Lamortmon / 世代:完全体 / タイプ(種族):獣型 / 属性:ワクチン（アニメ『デジモンゴーストゲーム』のデータ放送ではウィルス種と誤表記）
- 必殺技:禍災爪（かさいそう）、叩破伐倒（こうはばっとう）、風牙烈巻迅（ふうがれっかんじん）、豪怨毀永斬（ごうおんきえいざん） / 得意技:

『バイタルブレス デジタルモンスター』のDimカード「アンゴラモン」で初登場。
アンゴラモンの完全体で、ジンバーアンゴラモンが進化した姿。秘められた野性本能が解放された完全体の獣型デジモン。自分に対して嫌悪感を示したデジモンには即座に飛び掛かり、息の根が止まるまで叩き潰し続ける。直情的で自制の効かない衝動を持つデジモンだが、自身の衝動を恥じて嫌う個体もいるといわれている。
腰に携えている2本の大刀「獣嵐丸（じゅうらんまる）」は野性を解放するほどに纏う真空の刃が強まり切れ味が増していき、暴れるラモールモンを大人しくさせるには相当な信頼関係を築いていなければ不可能であるといわれている。
戦闘では爪で敵の腹を掻っ捌き牽制し、獣嵐丸を力任せに振るい続け敵を粉砕したり、真空の刃を纏い放つ攻撃もする。そして、最大の必殺技は理性を全て野性に変換し獣嵐丸で両断し、最大の破壊力となって敵を断つと同時に木端微塵にする。
『バイタルブレス デジタルモンスター』の専用アプリ『デジタルモンスター バイタルブレスラボ』にてデータ（『デジモンカードゲーム』にて2022年5月27日に発売された拡張パック第10弾「クロスエンカウンター」でも判明）および詳細設定が判明し、2022年7月24日にデジモンウェブのデジモン図鑑に追加された。
アニメ『デジモンゴーストゲーム』では月夜野瑠璃のパートナーデジモンであるアンゴラモンの完全体として第35話から登場（OP映像では第36話から登場）。声は中井和哉。また、それ以前には2022年7月17日に新たに公開されたキービジュアルで先行登場している。

### ランクスモン
- 英名:Lynxmon / 世代:アーマー体（カードゲームでは成熟期、ゲーム『デジモンストーリー サンバースト&ムーンライト』では完全体） / タイプ(種族):獣型 / 属性:フリー
- 必殺技:サーマルメイン / 得意技:ワイルド・ネイル・ラッシュ

『D-3』で初登場。
テイルモンが勇気のデジメンタルで進化したアーマー体の獣型デジモン。常に燃え盛る毛皮を持つ獣型デジモン周りの言うことを一切聞かない荒々しい性格の持ち主だが、ガルルモンとはお互いライバルと認め合っている。

### ランナモン
- 英名:Runnermon / 世代:成熟期 / タイプ(種族):獣型 / 属性:ウィルス
- 必殺技:ライトニングラッシュ、ハートビートインパルス / 得意技:

『バイタルブレス デジタルモンスター』のDimカード「インパルスシティ」で初登場。
ランニングマシーンデータによって進化した狼に似た姿の獣型デジモン。非常に優れた脚力および走破力を持ち、険しい岩場や地面の泥濘んだ沼地などどんな足場の悪いところでもスピードを落とすことなく走り抜ける。
それ以上に凄まじいのが持久力であり、長時間走行し続けてもほとんど疲弊せずにトップスピードを維持できる。
2021年1月15日にデジモンウェブのデジモン図鑑に追加され、詳細設定が判明した。

### ランプモン
- 英名:Lampmon / 世代:究極体 / タイプ(種族):魔人型 / 属性:データ
- 必殺技:ファントムターバン / 得意技:ゴールデンスモッグ

『D-3』で初登場。
ランプの中から現れる魔人型デジモン。強力な魔力を有しており、呼び出せばどんな願いでも叶えてくれると言われているが、ランプに長く封印されていると性格が歪んでしまい、凶暴化するとされる。

### ランページグレイモン
- 英名:Rampage Greymon / 世代: / タイプ(種族): / 属性:
- 必殺技:ギガテンペスト / 得意技:

漫画『デジモンクロスウォーズ』第9話から第10話で登場。
メタルグレイモン（クロスウォーズ版）がバリスタモンとドルルモンとデジクロスした形態。背中にバリスタモン、胸にドルルキャノン、右腕にドリルとなったドルルモンの顔がクロスしている。
必殺技
ギガテンペスト
全身の砲台から放ち、高威力のビーム砲を発射する。

### ラーナモン
- 英名:Ranamon / 世代:ハイブリッド体（成熟期相当） / タイプ(種族):妖精型 / 属性:ヴァリアブル
- 必殺技:レインストリーム、ジェラシーレイン / 得意技:

水のヒューマンスピリットにより誕生した闘士。「水の激昂妖精」の異名を持ち、雨を操る攻撃が得意だが、感情の高ぶりが攻撃力に比例し、特に泣きながらの攻撃は手に負えない。
アニメ『デジモンフロンティア』では悪の五闘士の一人であり紅一点として登場。デジタルワールドのアイドル的存在となっているが、性格は傲慢。声は寺田はるひ。
漫画『デジモンクロスウォーズ』でも登場。その時は善良なデジモンとして描かれた。
アニメ『デジモンアドベンチャー:』では第67話（最終話）で登場。

## り

### リヴァイアモン
- 英名:Leviamon / 世代:究極体 / タイプ(種族):魔王型 / 属性:ウィルス
- 必殺技:ロストルム、カウダ、ドゥオカウダ / 得意技:アニマ

リヴァイアサンをモデルにした嫉妬を司る七大魔王。ワニのような巨大な顎を持つ魔王型デジモンで「悪魔獣」の異名を取る。
七大魔王の中でも最大級の攻撃力を持ち、その声を聞いただけで天使型デジモンどころか同じ魔王型デジモンすら恐れ慄いて逃げ出してしまうとされる。
デジタルワールドに巣食う根源的な悪の存在そのものとされるが、その体はデジモンとしてデコード（解読）できる限界と言われており、姿を現すことは皆無に等しい。

#### リヴァイアモン（X抗体）
- 英名:Leviamon X / 世代:究極体 / タイプ(種族):魔王型 / 属性:ウィルス
- 必殺技:セブンス・ライトニング、カウダ・モルティフェラ、ロストルム・トリアデンス / 得意技:

リヴァイアモンがX抗体によってX-進化した姿。背中には巨大な翼、頭からは三本の長い角が生え、そしてその下顎は横に裂けるように開く。翼から有り余るエネルギーを吹き出して天空を飛翔し、陸海空の全てを制覇できるようになった。内包する嫉妬のエネルギーが頂点に達した時には頭上に“嫉妬の冠”が輝き、三本の角から放った稲妻で大陸を沈めてしまうという。

### リバース・ウェディンモン
- 英名:ReverseWeddinmon / 世代: / タイプ(種族): / 属性:
- 必殺技:クレイジー・クラッカー、フォーク・ダンス  / 得意技:

漫画『デジモンクロスウォーズ』に登場。
ウェディンモンがショートモン、キャンドモンたちを吸収合体した形態。

### リベリモン
- 英名:RebellImon / 世代:完全体 / タイプ(種族):サイボーグ型 / 属性:ウィルス
- 必殺技:ヴァンキッシュミサイル、マキシマムデモリッシャー / 得意技:

下半身がホイール型のメカ、上半身がモヒカン頭の鬼のような姿をしたサイボーグデジモンで、右腕が丸鋸、左腕がミサイル内蔵のアームになっている。
瀕死のデジモンが周辺のスクラップパーツのデータを取り込んだことで進化したとされ、自身の身体をさらに強化すべく他の機械型デジモンを襲ってはそのパーツを強奪していく無法者。
時に数多くのマッハモンを従えての集団で爆走している姿が目撃されている。
2020年10月19日にデジモンウェブのデジモン図鑑に追加され、詳細設定が判明した。
アニメ『デジモンアドベンチャー:』では第54話、第64話、第67話（最終話）で登場。声は江川央生。ただし、声があったのは第54話のみ。

### リボルモン
- 英名:Deputymon / 世代:成熟期 / タイプ(種族):突然変異型 / 属性:ワクチン
- 必殺技:ジャスティスバレッド / 得意技:ロシアンルーレット

『デジモンペンデュラム5』で初登場。
カウボーイハットを身につけた西部のガンマンのような出で立ちの突然変異型デジモン。強い正義感の持ち主だが、とにかくギャンブルが好きで敵にロシアンルーレットを持ち掛けることもある。
同じウィルスバスターズの一員で仲間であるイガモンは良きライバルである。
アニメ『デジモンアドベンチャー02』、『デジモンセイバーズ』、『デジモンクロスウォーズ』にも登場。
アニメ『デジモンフロンティア』では第11話にて占い師の村の住民として登場。

### リュウダモン
- 英名:Ryudamon / 世代:成長期 / タイプ(種族):獣型 / 属性:ワクチン
- 必殺技:居合刃 / 得意技:兜返し

『デジモンペンデュラムエックス』で初登場。
和風の鎧兜に身を包む獣型デジモン。旧式インターフェイスを額に持つプロトタイプであり、日本の『竜』や『武将』のデータを有しているとされ、重い鎧をものともしない機動力を持つ。
『デジモンクロニクル』では武者ユージのパートナーデジモンとして登場。
アニメ『デジモンゴーストゲーム』では第39話から登場。声は菊池正美。

### リュカモン
- 英名:Lykamon / 世代:究極体 / タイプ(種族): / 属性:
- 必殺技: / 得意技:

漫画『デジモンアドベンチャー Vテイマー01』で登場。
両手には剣を装備したイヌの獣人のような姿をしたゲノデジモンの一体。

### リリモン
- 英名:Lillymon / 世代:完全体 / タイプ(種族):妖精型 / 属性:データ
- 必殺技:フラウカノン / 得意技:テンプテーション、フェアリーバイン、花の首飾り、トリプルジャンプ

『デジモンペンデュラム4.5』で初登場。
「魅惑の妖精」の異名を持ち、少女のような姿と心を持つユリの花をモチーフにした妖精型デジモン。
見かけによらず強大なパワーを持っている。性格は子供っぽく自由奔放かつ無邪気で、同じような気質を持つ少女にのみ心を開くという。
アニメ『デジモンアドベンチャー』および『デジモンアドベンチャー tri.』および『デジモンアドベンチャー:』 では太刀川ミミのパートナーデジモンであるパルモンの完全体として登場。声は山田きのこ。
アニメ『デジモンフロンティア』では第17話にてアキバマーケットの客として登場。

#### リリモン（X抗体）
- 英名:Lillymon X / 世代:完全体 / タイプ(種族):妖精型 / 属性:データ
- 必殺技:フラウカノン / 得意技:スリーピーバッド

X抗体を得てX-進化したリリモン。よりお転婆で怖いもの知らずな性格となり、どんなに恐ろしいデジモン相手にも軽いノリで挨拶し、たとえ脅されたとしてもそれを笑って流したり、時に無視して逆に相手にショックを与えることもあるが、同時に我儘な面も強く、泣き出すと駄々をこねて暴れたりする。
おしゃれにも気を使い、自分が一番になり得る存在と考えてティアラやリボンで自分の体を美しく飾り立てている。

### リンクモン
- 英名:Rinkmon / 世代:アーマー体（成熟期相当） / タイプ(種族):サイボーグ型 / 属性:フリー
- 必殺技:スピニングカッター / 得意技:

ホークモンが友情のデジメンタルで進化したアーマー体のサイボーグ型デジモン。加速の研究データを持っている。光速の98%まで加速することが可能で、機動力だけなら究極体デジモンすら凌ぐが、攻撃力は低いので格闘戦は不得手である。
モチーフは『サイボーグ009』のジェット・リンク（002）。

### リーフモン
- 英名:Leafmon / 世代:幼年期 / タイプ(種族):スライム型 / 属性:
- 必殺技:酸の泡 / 得意技:

ワームモンの幼年期で葉っぱのような尻尾を持って傘の代わりとして使用するスライム型デジモン。葉緑素を体内に持っており、光合成を行ってエネルギーを得る。純粋無垢で他者を疑うことを知らない。

## る

### ルカモン
- 英名:Dolphmon / 世代:成熟期 / タイプ(種族):水棲哺乳類型 / 属性:ワクチン
- 必殺技:シェイキングパルス / 得意技:ドルフィンキック

『デジモンペンデュラム2』で初登場。
会話を研究するソフトの信号から発生したイルカをモデルにしている水棲哺乳類型デジモン。明るい性格で常に他者とのコミュニケーションを求めているが、高い知性を持つがゆえ言うことが難しすぎて理解されないこともしばしば。
アニメ『デジモンテイマーズ』では第6話で他のデジモンと混じって牧野留姫を自分のテイマーにしようとし、デジモンクィーンに異名を取る彼女の前に現れたデジモンの群れとしてシルエットとして登場（真ん中のビジョンにおり、他にはゲコモン、デラモン、ミノモン、ムシャモン、ワルもんざえモンが映っていた）。
アニメ『デジモンフロンティア』前期ED映像に3体が登場（本編では未登場）。神原拓也・ボコモン・ネーモンを背中に乗せている。

### ルガモン
- 英名:Loogamon / 世代:成長期 / タイプ(種族):魔獣型 / 属性:ウィルス
- 必殺技:ハウリングファイア、スパイラルバイト / 得意技:

額に旧式なインターフェースをもつ為、デジモンが発見される以前の実験用の“プロトタイプデジモン”ではないかと推測されている魔獣型デジモン。デジコアの最も深い部分に現実世界の神話に登場する魔狼のデータが埋め込まれているといわれており、成長期には見合わないほどの狂暴なふるまいを見せることがある。
一見すると可愛い仔犬のようであるが不用意に接すると手痛い反撃を喰らうことになるだろう。自身を御すことができる存在を主として認識する性質があり、手懐けるのは難しいが信頼関係を結ぶことができれば頼もしい相棒にすることができる。
口から魔力を込めた火炎を撃ち出す技と鋭い牙で噛みついて回転する技を使う。
2023年2月12日にデジモンウェブのデジモン図鑑に追加され、詳細設定が判明した。

### ルドモン
- 英名:Ludomon / 世代:成熟期 / タイプ(種族):防具型 / 属性:データ
- 必殺技:ウォルレーキ / 得意技:

全身を堅牢な盾や装甲で覆ったデジモンで、自身を武具に変えることができる「Legend-Arms」の1体。
拠点防衛を任務とするデジモンであり、かつては「D-ブリガード」からの攻撃を受けたエリアを護り切って見せたともいわれている。
「Legend-Arms」の中では唯一盾に変形できるものとされ、その時こそルドモンの防御力が最大限に活かされる。

### ルナモン
- 英名:Lunamon / 世代:成長期 / タイプ(種族):哺乳類型 / 属性:データ
- 必殺技:ティアーシュート / 得意技:ルナクロー

ゲーム『デジモンストーリー ムーンライト』で初登場。
月の観測データから誕生したウサギに似た姿をしている哺乳類型デジモンでその耳は高い聴覚を有している。性格は臆病で寂しがり屋、その一方でとても人懐っこい。
ゲーム『デジモンストーリー ムーンライト』では主人公のパートナーデジモンとして登場。
アニメでは『デジモンクロスウォーズ』で初登場を果たした。声は今野宏美（日本語版）、シンディ・ロビンソン（英語版）。
漫画『デジモンクロスウォーズ』ではアニメ版とは違い離脱せず、最後まで残留した。
アニメ『デジモンアドベンチャー:』でも登場。声は『クロスウォーズ』と同じく今野宏美。

### ルミナモン
- 英名:Luminamon / 世代:完全体 / タイプ(種族):妖精型 / 属性:ワクチン
- 必殺技:ルミナフラッシュ、ライトニングフィール / 得意技:

漫画『デジモンクロスウォーズ』で初登場。
人やデジモンの心に希望の光を灯すとも言われる妖精型のデジモン。完全体でありながら戦闘力は皆無であり、使用技は専ら自身の身を守るためか、相手の心を癒やすことに使われている。清からな心を持つ者の前に現れ、その者の未来を明るく照らす能力を持つとされるが、それ以外の者にはこのルミナモンの姿を見ることはできない。
加えて自ら姿を隠す能力を持ち合わせていることもあり、デジタルワールドでは半ば伝説的な存在として扱われている。
2014年11月7日にデジモンウェブのデジモン図鑑に追加され、詳細設定が判明した。

#### ルミナモン（ネネVer.）
- 英名:Luminamon（version NENE） / 世代:完全体 / タイプ(種族):合成型 / 属性:ワクチン
- 必殺技: / 得意技:

漫画『デジモンクロスウォーズ』で初登場。
ルミナモンとジェネラル“天野ネネ”がデジクロスした姿。シェイドモンと天野ネネがデジクロスしたしたまま、シェイドモンが進化したことでこの姿となる。人とデジモンとのデジクロスは、どちらも無理矢理の強制であるため、この後デジクロスを解除すると再びデジクロスすることはできない。希望で満たされた心が光となって全身から溢れ出るように輝き、その光に照らされれば絶望に支配された心も浄化される。
2021年9月24日にデジモンウェブのデジモン図鑑に追加され、詳細設定が判明した。

### ルークチェスモン
- 英名:RookChessmon / 世代:完全体 / タイプ(種族):パペット型 / 属性:ウィルス
- 必殺技:ルークガトリング、ストロングフォールド / 得意技:

『デジウィンドウ』で初登場。
チェスの駒の1つ「ルーク」をモデルとしたパペット型デジモン。鉄壁の防御を誇る城砦のようなデジモンだが、その巨体に似合わず高い機動性も発揮する。
アニメ『デジモンセイバーズ』ではDATSオペレーターの黒崎美樹のパートナーデジモンであるポーンチェスモン（黒）の完全体として登場。

## れ

### レアモン
- 英名:Raremon / 世代:成熟期 / タイプ(種族):アンデッド型 / 属性:ウィルス
- 必殺技:ヘドロ / 得意技:くさいガス、メタルガス

『デジタルモンスターVer.5』で初登場。
旧名はドロモン。サイボーグ化に失敗しゾンビのように体の肉が腐り落ちたアンデッド型デジモン。メカを腐った体に埋め込んでいる。攻撃力や知力はほとんど持たないため同世代のデジモンにはほとんど勝てず、とにかく悪臭を周辺に撒き散らす。
アニメ『デジモンアドベンチャー』、『デジモンフロンティア』で登場。
漫画『デジモンクロスウォーズ』では第10話でトワイライトの一員として4体が登場。

### レアレアモン
- 英名:Rareraremon / 世代:完全体 / タイプ(種族):アンデッド型 / 属性:ウィルス
- 必殺技:ダイジェス、ディケイズン / 得意技:

アニメ『デジモンアドベンチャー:』で初登場。
レアモンの純粋な進化体に当たるアンデッド型デジモンで、全身は肥大化し、各部に新たな口や目が形成されている。
腐敗の進む体をさらなる機械化によってどうにか命を繋いでいる状態にあり、体の形成と崩壊を繰り返している極めて不安定なデジモンである。
全身から放たれている悪臭の勢いはより一層強くなっており、たとえ究極体のデジモンであっても近寄りがたいほどのものなっている。
体の維持に必要なエネルギーを補うため、敵のデジモンを上にある口で捕食し、口から吐く毒ガスは相手の命を一瞬で奪う。
2021年4月5日にデジモンウェブのデジモン図鑑に追加され、詳細設定が判明した。
アニメ『デジモンアドベンチャー:』では第42話で登場。
アニメ『デジモンゴーストゲーム』では第37話で登場。声は増谷康紀。

### レアピックモン
- 英名:Red Pickmon / 世代: / タイプ(種族): / 属性:
- 必殺技: / 得意技:

アニメおよび漫画『デジモンクロスウォーズ』で初登場。
たらこ唇が特徴の赤いピックモン。スターソードの先端にデジクロスすることで主に剣ゼンジロウが使用するための武器であるレアスターソードになる。アニメ版の声は岸尾だいすけ（日本語版）。
アニメ『デジモンアドベンチャー:』では第56話、第64話、第67話（最終話）で登場（『クロスウォーズ』の個体とは別個体）。『クロスウォーズ』では1体しか登場しなかったのに対し、本作品では2体登場している。

### レイヴモン
- 英名:Ravemon / 世代:究極体 / タイプ(種族):サイボーグ型 / 属性:ワクチン
- 必殺技:スパイラルレイヴンクロウ、ブラストウィング / 得意技:天之尾羽張（あめのおはばり）

『デジヴァイスiC 20x』で初登場。
隠密行動を得意とするサイボーグ型デジモン。黒き右翼とクロンデジゾイド製の左翼、手には愛刀「鳥王丸（ちょうおうまる）」を持つ。かつては白銀のデジモンでありながら神の怒りに触れて片翼を黒くされてしまったという過去を持つが、能力はいまだ衰えていない。
アニメ『デジモンセイバーズ』ではイクトのパートナーデジモンであるファルコモンの究極体として登場。声は神代知衣。

#### レイヴモン：バーストモード
- 英名:Ravemon Burst Mode / 世代:究極体 / タイプ(種族):サイボーグ型 / 属性:ワクチン
- 必殺技:無双天翔翼之陣（むそうてんしょうよくのじん）、怒涛闇供喪之舞（どとうやみくものまい） / 得意技:雷光一閃之突（らいこういっせんのつき）

『デジヴァイスバースト』で初登場。
レイヴモンが限界能力を開放した姿。大気中の全エネルギーをオーラとして纏った姿で、そのボディは白に輝き漆黒の翼は淡い紫を放っている。
アニメ『デジモンセイバーズ』で登場。声は神代知衣。

### レオルモン
- 英名:Liollmon / 世代:成長期 / タイプ(種族):聖獣型 / 属性:ワクチン
- 必殺技:レオクロー、クリティカルバイト / 得意技:

『デジモンアクセル』で初登場。
レオモン系の成長期にあたるらしい。黄金の体毛を持ちその姿は非常に美しい。非常に縄張り意識が強く侵入者は断固排除する獰猛な性格。また頭の毛は警戒状態になると静電気を帯びて威嚇音を発すると言われている。

### レガレクスモン
- 英名:Regalecusmon / 世代:究極体 / タイプ(種族):水棲型 / 属性:ウィルス
- 必殺技:ブリューナストライク、リアクターディスチャージ / 得意技:

体の長い魚のような頭部を持った大柄な半魚人の姿をした水棲型デジモン。海賊にして圧倒的な力で持って食物連鎖の頂点に立った深海の覇者とされている。
右手にはズドモンの角をもぎ取って作ったという剣を持ち、左腕には巨大なハサミ型のシールドを備え、それらは見た者を震え上がらせる畏怖の象徴となっている。
2020年6月15日にデジモンウェブのデジモン図鑑に追加され、詳細設定が判明した。

### レキスモン
- 英名:Lekismon / 世代:成熟期 / タイプ(種族):獣人型 / 属性:データ
- 必殺技:ムーンナイトキック / 得意技:ティアーアロー

ゲーム『デジモンストーリー ムーンライト』で初登場。
ルナモンの成熟期。驚異的なジャンプ力を持つ獣人型デジモン。素早く掴み所のない動きで相手を翻弄するが、その佇まいは優雅さえ感じさせるほどと言われる。
ゲーム『デジモンストーリー ムーンライト』では主人公のパートナーデジモンであるルナモンの成熟期として登場。

### レグルスモン
- 英名:Regulusmon / 世代:完全体 / タイプ(種族):邪竜型 / 属性:ウィルス
- 必殺技:カリプバイト、ゲニアス、デッドエンドスパイク、グラントレース / 得意技:

『VITAL BRACELET BE』のDimカード「BEMEMORY ガンマモンDim」で初登場。
グルスガンマモンが完全体に進化した姿で、怒りと恐怖による支配を目論む禍々しい黒いドラゴンの姿をした邪竜型デジモン。完全体にして、最凶と謳われる四大竜デジモンの一柱メギドラモンを彷彿とさせるパワーを誇り、レグルスモンの出現とは災害に他ならない。その身体は“GRB（Gulus Realm Burst）”と呼ばれる感染源であり、“GRB”因子が伝染したデジモンは性格が変質し狂暴化すると言われている。ただし、黒化の要因とされる分泌物“ブラックデジトロン”が混入したデジモンには伝染が確認されていない。
左腕の盾が大きく開口して敵をかじりとる技や盾から放つ3門の貫通レーザーを放つ技や、二叉の尻尾が刺し貫く技を使う。そして最大の脅威は口から暗黒の獄炎球を放ち、物質だけでなく光さえも飲み込み全てを跡形も無く消し去る技である。
『バイタルブレス デジタルモンスター』の専用アプリ『デジタルモンスター バイタルブレスラボ』にてデータおよび詳細設定が判明した。
アニメ『デジモンゴーストゲーム』では天ノ河宙のパートナーデジモンであるガンマモンの完全体の一つであり、暗黒超進化した姿として第66話で登場。声は沢城みゆき。

### レグルモン
- 英名:Regulumon / 世代:究極体 / タイプ(種族): / 属性:
- 必殺技:獣王波 / 得意技:レグルスカッター

白いタテガミを持つレオモン系のデジモン。
名前の由来はしし座のα星・レグルス。
漫画『デジモンアドベンチャー Vテイマー01』ではホーリーエンジェル城の戦闘隊長レオの究極体として登場。

### レッドブイドラモン
- 英名:RedVeedramon / 世代:成熟期 / タイプ(種族):幻竜型 / 属性:ウィルス
- 必殺技:ブイブレスアロー / 得意技:

体が深紅に変化したブイドラモンの変種。ブイドラモンが怒りの頂点に達した時進化するといわれている。

### レッドベジーモン
- 英名:RedVegiemon / 世代:成熟期 / タイプ(種族):植物型 / 属性:ウィルス
- 必殺技:ハザードブレス / 得意技:レッドゾーン、レッドホットマシンガン

『デジモンペンデュラム4』で初登場。
ベジーモンがフォルダ大陸の気候で赤く熟した姿。攻撃力も知性も向上しているが、同時に性格の悪さも磨きが掛かってしまった。
アニメ『デジモンフロンティア』では第11話にて占い師の村の住民として登場。

### レッパモン
- 英名:Reppamon / 世代:成熟期 / タイプ(種族):聖獣型 / 属性:ワクチン
- 必殺技:駆駆裂空斬（くるくるれっくうざん）、獣牙乱撃（じゅうがらんげき） / 得意技:真空カマイタチ

『デジモンアクセル』で初登場。
仮面をしたような顔が特徴的な聖獣型デジモン。尻尾の刃に意思があるため、背後からの攻撃にも対応できるが、意思疎通は決して良好とは言えないため、時折仲違いを起こすこともある。
アニメ『デジモンセイバーズ』ではDATSの隊長である薩摩廉太郎のパートナーデジモンであるクダモンの成熟期として第27話で登場。
ゲーム『デジモンリアライズ』では小日向真由（声 - 田中美海）のパートナーデジモンであるクダモンの成熟期として登場。声は伊瀬茉莉也。
アニメ『デジモンゴーストゲーム』では第11話、第23話、第28話、第31話で登場。声は松風雅也（本体）、乃村健次（尻尾）。本作品では本体と尻尾が別々の意思を持つ設定が活かされている。後に主人公たちの協力者となる。

### レディーデビモン
- 英名:LadyDevimon / 世代:完全体 / タイプ(種族):墮天使型 / 属性:ウィルス
- 必殺技:ダークネスウェーブ、プワゾン / 得意技:ダークネススピア、ビンタ

単独で育成することは難しいと言われている女性系墮天使デジモン。闇の貴婦人とも呼ばれるエンジェウーモンのライバルのような存在。強大なダークパワーの持ち主であるため、個人が持つコンピュータではとても制御できないと言われている。
『デジタルモンスターVer.S 〜デジモンテイマーズ〜』で初登場。ラスボスである女性が使用してくる。
アニメ『デジモンアドベンチャー』、『デジモンアドベンチャー02』両作に別個体として登場。どちらもライバルであるエンジェウーモンと激しくも恐ろしい女の闘いを繰り広げていたが、『アドベンチャー』ではエンジェウーモンに、『02』ではシルフィーモンに止めを刺される。声は永野愛（本編）、明坂聡美（『アドベンチャー』のPSPゲーム版）。
アニメ『デジモンクロスウォーズ～悪のデスジェネラルと七つの王国～』ではヴァンパイアランドのデスジェネラルであるネオヴァンデモンの配下デジモンとして多数登場（体の色が赤い個体も存在する）。声は伊倉一恵（隊長格）、斉木美帆、斉藤佑圭（日本語版）、エリン・フィッツジェラルド、シンディ・ロビンソン、メアリー・エリザベス・マクグリン（英語版）。

#### レディーデビモン（X抗体）
- 英名:LadyDevimon X / 世代:完全体 / タイプ(種族):墮天使型 / 属性:ウィルス
- 必殺技:グレイエム、エンデブレッヘン / 得意技:

レディーデビモンがX抗体でX-進化を遂げた姿。内包するダークエネルギーが増大し、そこから「ヴォーレ」という使い魔および左腕の動きをトレースできる武装の「ツェードルゥケン」を生み出した。「ヴォーレ」は常にレディーデビモン本体の周りを警戒し、敵に対してはその視線で金縛り状態に陥らせ、そして「ツェードルゥケン」で敵のデジコアを直接握り潰してしまう。

### レレモン
- 英名:Relemon / 世代:幼年期I / タイプ(種族):スライム型 / 属性:
- 必殺技:変身、アワ / 得意技:

レナモンの幼年期Iで月夜の晩にのみ誕生するといわれている。満月の晩に生まれたレレモンは他のレレモンよりも能力が高い。
変身能力があり、サイズが近い物体に化けることが可能だが、尻尾だけは隠すことは出来ない。

### レーベモン
- 英名:Löwemon / 世代:ハイブリッド体（成熟期相当） / タイプ(種族):戦士型 / 属性:ヴァリアブル
- 必殺技:エーヴィッヒ・シュラーフ、エントリヒ・メテオール / 得意技:ブリッシェン・シュペーア、ドゥンケル・シュナイデン、ドゥンケル・メッサー、ドゥンケル・ラケーテ、ドゥンケル・ザルク、ルフト・エントリヒ・メテオール、インデンズィーフ・エントリヒ・メテオール、ルフト・インデンズィーフ・エントリヒ・メテオール

『デジヴァイス#ディースキャナ|ディースキャナ』で初登場。
闇のヒューマンスピリット（善）から誕生した闘士で、正義を貫く暗黒の騎士。ケルビモンの呪いによりダスクモンの姿へと変えられていたが、レーベモンはこの魔力から解き放たれた真の姿である。その姿は決して凶々しいものではなく、他の十闘士の影となり戦う姿は「破邪の暗黒騎士」および「勇敢なる漆黒の闘士」の異名を持ち、その力は単体でも融合種にも匹敵し、他を圧倒するパワーは右手の人差し指にはめている「ニーベンルゲンリング」に秘められているという。槍術の使い手であり「断罪の槍」とエンシェントスフィンクモンの顔を模した「贖罪の盾」を装備している。
アニメ『デジモンフロンティア』では木村輝一がヒューマンスピリットを使って進化するデジモンとして登場。声は鈴村健一。当初はケルビモンの呪いによりダスクモンに変えられていた。

## ろ

### ロコモン
- 英名:Locomon / 世代:完全体 / タイプ(種族):マシーン型 / 属性:データ
- 必殺技:ホイールグラインダー / 得意技:

映画『デジモンテイマーズ 暴走デジモン特急|』で初登場。
蒸気機関車の姿をしたマシーン型デジモン。重要なデータやデジモンたちを運ぶ役目を果たしている。
とにかくデータの輸送を最優先事項としているため、時折暴走することもある。同じ列車型のトレイルモンに似ているが関係は不明となっている。

### ロップモン
- 英名:Lopmon / 世代:成長期 / タイプ(種族):獣型 / 属性:データ
- 必殺技:ブレイジングアイス、プチツイスター / 得意技:

テリアモンに姿が似ているが、こちらは焦茶色や三本角で氷の属性を持っている。
その生態も詳細なことは解らないとされているが、見た目に寄らず高い戦闘力を発揮すると言われている。
名前の由来はウサギの一種のロップイヤー。
アニメ『デジモンテイマーズ』では李小春のパートナーデジモンとして登場。

#### ロップモン（X抗体）
- 英名:Lopmon X / 世代:成長期 / タイプ(種族):獣型 / 属性:データ
- 必殺技:ブレイジングアイス、プチツイスター、ファロストタイフーン / 得意技:

ロップモンが「X抗体」で未知なる力を引き出した姿。巨大化した耳の毛と尻尾は空気よりも軽く浮力があり、それで宙に浮かんで風に乗って浮遊する。
左の耳には「チェンガーネット」という宝石が付いており、これはテリアモンの「ジェンエメラルド」とリンクしているため常に互いの存在を把握できる。

### ロトスモン
- 英名:Lotosmon / 世代:究極体 / タイプ(種族):妖精型 / 属性:データ
- 必殺技:サーペントキュア、サーペントルイン、セブンズファンタジア / 得意技:

天界に咲く花と言われる蓮の姿を模した黒と白の杖を持つ妖精型デジモン。
性格は物静かで気品があり、浮世の苦しみを忘れ幸せな夢を与える能力を持っているとされているが、それを拒絶した者には制裁を加える。
アニメ『デジモンセイバーズ』ではナナミと融合したバイオデジモンとして登場。

### ローダーレオモン
- 英名:LoaderLiomon / 世代:完全体 / タイプ(種族):マシーン型 / 属性:ワクチン
- 必殺技:ボーリンストーム、ローダーモーニングスター / 得意技:

『デジモンアクセル』で初登場。
建築機械のデータが獣型デジモンと結びついて誕生したマシーン型デジモン。そのためタテガミが強力な削岩機になっており、トンネル工事やクロンデジゾイド鉱山で活躍している。
しかし、頑固で自分の仕事に五月蝿い気質があり、時にはローダーレオモン同士で喧嘩をしてはその現場を荒らしてしまうことがある。

## わ

### ワイズモン
- 英名:Wisemon / 世代:完全体 / タイプ(種族):魔人型 / 属性:ウィルス
- 必殺技:エターナル・ニルヴァーナ / 得意技:パンドーラ・ダイアログ

「ウィッチェルニー」からやってきた膨大な知識を持っている魔人型デジモン。手には時空石なる宝玉を持ち、“本”を通じてあらゆる時間と空間に出現可能なため本体は別次元に存在するのではないかと言われている。
アニメ『デジモンクロスウォーズ』では第22話から登場。声は速水奨（日本語版）、第1期ではダン・ウォーレン、第2期ではスティーブ・クレイマー（英語版）。
アニメ『デジモンアドベンチャー:』では第51話、第64話、第67話（最終話）で登場。声は『クロスウォーズ』と同じく速水奨。

### ワスプモン
- 英名:Waspmon / 世代:成熟期 / タイプ(種族):サイボーグ型 / 属性:ウィルス
- 必殺技:ターボスティンガー / 得意技:ベアバスター

『デジモンペンデュラムエックス』で初登場。
秘蜜基地ローヤルベースを守護する蜂をモデルにしたサイボーグ型デジモン。優れた感度を持つ頭部の触角パーツによる高い索敵能力と背中のスタビライザーからの高度な運動性能でローヤルベースを巡回し、外敵をレーザー砲で追い払う。

### ワニャモン
- 英名:Wanyamon / 世代:幼年期 / タイプ(種族):レッサー型 / 属性:
- 必殺技:スマイルファング / 得意技:

犬・猫などの愛玩動物のデータから生まれたレッサー型デジモン。ペットになるような小動物のデータで構成されているため、可愛がるととても懐く。しかし油断すると逃げてしまうこともある。

### ワルシードラモン
- 英名:WaruSeadramon / 世代:完全体 / タイプ(種族):水棲型 / 属性:ウィルス
- 必殺技:ダークストローム、イビルアイシクル / 得意技:

ゲーム『デジモンワールド』で初登場。
シードラモンが悪の道に進んで進化した姿。外見は暗い色をしたメガシードラモン。頭部の角で闇の力を制御している。
アニメ『デジモンアドベンチャー:』では第26話で登場。

### ワルもんざえモン
- 英名:WaruMonzaemon / 世代:完全体 / タイプ(種族):パペット型 / 属性:ウィルス
- 必殺技:ハートブレイクアタック / 得意技:ベアクロー

ゲーム『デジモンワールド』で初登場。
とても極悪な顔をしたもんざえモンで、左腕には「悪」と書かれている。性格は悪そのもので極めて陰険。グリズモンの爪を模したベアクローを装備している。メタルエテモンとは悪友でぬいぐるみをプレゼントをしたことがある。
アニメ『デジモンアドベンチャー』では第49話で登場。声は高橋広樹（本編）、星野貴紀（PSPゲーム版）。
アニメ『デジモンテイマーズ』では第6話で他のデジモンと混じって牧野留姫を自分のテイマーにしようとし、デジモンクィーンに異名を取る彼女の前に現れたデジモンの群れとしてシルエットとして登場（真ん中のビジョンにおり、他にはゲコモン、デラモン、ミノモン、ムシャモン、ルカモンが映っていた）。
アニメ『デジモンクロスウォーズ』では第27話、第2期第24話（通算第54話、第2期最終話）で登場。声は龍谷修武（日本語版）、ニール・キャプラン（英語版）。
アニメ『デジモンアドベンチャー:』では第41話で登場。
アニメ『デジモンゴーストゲーム』では第30話で登場。声は松山鷹志。